# 阪神本線
本線（ほんせん）は、大阪府大阪市北区の大阪梅田駅から兵庫県神戸市中央区の元町駅までを結ぶ阪神電気鉄道（阪神）の鉄道路線である。駅ナンバリングで使われる路線記号はHS。
なお、本項目において単に「梅田駅」とあるのは現在の大阪梅田駅を、「鳴尾駅」は現在の鳴尾・武庫川女子大前駅を、「三宮駅」は現在の神戸三宮駅を、それぞれ指す。

## 概要
国土交通省への届出上の正式な路線名は、「阪神」を冠さない「本線」である。
大阪・キタの大阪梅田駅から神戸最大の繁華街に位置する神戸三宮駅を経由して元町駅まで至る。開業は1905年（明治38年）と古く、日本における都市間電気鉄道（インターアーバン）の先駆けとも言える路線である。当初は私設鉄道法ではなく軌道法に基づいて建設された路面電車として開業しており、当路線を皮切りに軌道法に基づいた私鉄路線が日本全国で次々と開業した。尼崎駅と大阪難波駅を結ぶ阪神なんば線とともに阪神の主要路線であり、阪神なんば線を経由することで、難波や道頓堀といった大阪・ミナミの繁華街にもアクセスすることができる。沿線の甲子園駅前には阪神タイガースの本拠地である阪神甲子園球場（兵庫県西宮市）があり、試合やイベントがある際は多くの利用者で混雑する。
大阪（梅田）- 神戸（三宮）の阪神間を結んでいる鉄道路線は他にJR神戸線（東海道本線）と阪急神戸本線があるが、本路線は阪神間を結ぶ鉄道路線の中では最も海寄りを通り、路線敷設の経緯から線形はあまり良くなく、さらに駅数が最も多い。そのため普通用車両は後続の急行列車から逃げ切るために加減速性能が高くなっており、ジェットカーと称される。また、その車体色から急行用は赤胴車、普通用は青胴車と呼ばれる（阪神電気鉄道#走行性能も参照）。平均閉塞区間間隔は日本の大手私鉄では最短の240mで、「待たずに乗れる」多くの列車をさばくのに役立っている。 もともとライバルだった阪急と阪神両社は、2006年に阪急阪神ホールディングスとして経営統合するまで、互いに乗客獲得や沿線開発において激しい競争を繰り広げてきた。
元町駅からは、阪神が第二種鉄道事業者として旅客輸送を行っている阪神神戸高速線と直通運転しており、同線を介して大阪梅田駅から山陽電気鉄道本線の山陽姫路駅まで直通する「直通特急」を運行している。終点の元町駅は島式ホーム1面2線構造で、ほぼ全ての列車が神戸高速線に直通するため、実質的には途中駅のような扱いである。また、阪神なんば線を経由して大阪難波駅から近鉄難波線・奈良線とも相互直通運転を行なっており、神戸三宮駅から近鉄奈良駅まで直通する快速急行を運行している。ただし本路線を介した山陽電気鉄道と近鉄の相互直通運転は行われていない。
混雑地域を通ることから連続立体交差事業が盛んで、起点側の大阪梅田駅 - 福島駅間、及び終点側の岩屋駅 - 元町駅間は地下化され、それ以外の区間でもほぼすべての区間が高架化されている。地上区間とされているのは武庫川駅の前後と堀切信号場 - 宮川の手前（打出駅より神戸側すぐ）、芦屋駅の前後、西灘駅 - 岩屋駅間（高架線と地下線との間を繋いでいる勾配の途中にある岩屋踏切の前後）のみである。そのため、踏切は全線でも尼崎市の武庫川駅東隣にある武庫川堤防道路と交差する武庫川駅踏切と、芦屋市内の7箇所、そして先述の西灘駅 - 岩屋駅間にある岩屋踏切の、計9箇所のみとなっている（駅構内の係員専用通路を除く）。
起点は大阪梅田駅であるが、キロポストは神戸三宮駅から大阪梅田駅に向かってキロ数が増えていく。また、神戸三宮駅 - 元町駅のキロポストは、湊川への延伸線として開業した名残で、湊川駅を起点とした距離が記されている。

### 路線データ
- 路線距離（営業キロ）：32.1 km
- 軌間：1435 mm
- 駅数：33駅（起終点駅含む）、2信号所
- 複線区間：全線[注 9]
- 電化区間：全線電化（直流1500 V）
- 閉塞方式：自動閉塞式
- 営業最高速度：106 km/h[1]
- 最大編成両数：8両（快速急行〈一部を除く〉のみ。その他は6両）
- 混雑率：88%（2020年度：出屋敷駅→尼崎駅間 7:32 - 8:32）[10]

## 沿線概況
大掛かりな駅改良工事を行った大阪梅田駅を出ると、ハービスENT、ハービスOSAKAの北側の市道北区第9702号線および西梅田地下道の下を南西に進み、同地下道の西端にある西梅田公園の下を通り国道2号に合流、その地下をJR東西線と並走する形で福島駅へと着く。福島駅を過ぎて福島小学校のあたりで地上に出て、すぐにJR大阪環状線の高架橋の下を潜りながら高架橋を上り、阪神電気鉄道の本社がある高架駅の野田駅に着く。
野田駅から先は昭和50年代までに高架化された区間であり、明治時代の路線建設時に資金の殆どをつぎ込むほどの難工事であった淀川の鉄橋などを通り抜け、また北へ南へと線路は蛇行しながら高架区間を進む。杭瀬駅を過ぎると左側には徐々に阪神なんば線の線路が近づき、大物駅の手前で阪神なんば線との間に旧小田南公園を再整備したゼロカーボンベースボールパークが見える。ここには移転してきた阪神タイガースの二軍本拠地球場（日鉄鋼板SGLスタジアム尼崎）、球団寮・室内練習場などが設けられている。
大物駅で阪神なんば線と合流したあと、次の尼崎駅までの間は阪神なんば線が本線の南側を並走するが、尼崎駅手前で本線下り線は尼崎車庫のある南側へ寄って、一度地平に下りた阪神なんば線をオーバークロスして同駅5番線・6番線に入線する。当初の計画では、現在の尼崎駅1番線ホームを阪神なんば線上り線ホームとし、阪神なんば線上り線が本線上下線をオーバークロスして大物駅に向かうことを想定していたため、両駅間はそのまま高架線とせず、本線は上下線ともに一旦地平へと下り再び高架橋を上る構造とされた。下り線は付け替えられた一方、上り線は旧来のまま一旦地平に下りてすぐ高架線を上っているため、大物駅から尼崎駅方を見ると、上下線が阪神なんば線を巻き込みながら上下左右に大きく離れているのが見える。
尼崎駅から武庫川駅までは1990年代に高架化された区間であるが、旧来の線路に沿って高架化したため、この区間も北へ南へと蛇行しながら進む。武庫川橋梁に設けられた駅である武庫川駅の手前でようやく初めて踏切を通過、そして武庫川駅（橋梁）を過ぎると、かつては地上区間だった名残で一旦地平に下りる。2017年に武庫川駅から甲子園駅まで高架化されたが、武庫川線との連絡線が分岐する武庫川信号場だけは高架化されなかったためこの僅かな区間のみ地平で、武庫川信号場を過ぎると再び高架線を上る。鳴尾・武庫川女子大前駅は高架化され、新しいホームへと移った。甲子園駅も高架化に併せて大掛かりな駅改良工事が行われ、ホーム幅は従来のほぼ倍となるなど大きく変貌を遂げた。甲子園駅を過ぎると、甲子園球場を南側に見つつ、名神高速道路を潜るため一旦地平に下りて久寿川駅を通過、その後は急勾配で再び高架線を上り、阪急今津線との接続駅である今津駅に着く。線路は廃止された西宮東口駅のホーム遺構を横目に過ぎると、西宮戎神社の最寄駅でもある西宮駅に着く。そのまま香櫨園駅を過ぎて、西宮市と芦屋市の市境にある堀切信号場まで高架線が続く。西宮市から神戸市東灘区・灘区の沿線には酒蔵が点在し、灘五郷と呼ばれる日本を代表する酒所の一つとして知られる。
芦屋市内は多くが地平区間のため踏切も多く残されているが、打出駅を過ぎると盛土で高架となっている区間もあり、所々線路の下をアンダーパスで貫かれている道路もある。過去に何回も風水害に遭った経験から盛土の高架とされたようだが、経緯ははっきりしない。芦屋駅は武庫川駅と同じくホームの下に芦屋川が流れており、またこの芦屋川沿い一帯は風致地区に指定されているため邸宅が多く建ち並んでいる高級住宅地でもある。芦屋駅から先、魚崎駅までは本線では最も新しく高架化した区間であり、2019年11月30日に上下線ともに高架化された。魚崎駅から先も延々と高架が続くが、線路は北に進路を変える。次の住吉駅から石屋川駅までの高架橋は阪神最古の高架橋でもある。その途中の御影駅で急カーブして西へほぼ直進する。日本初の高架車庫である石屋川車庫の横を抜けながら暫く高架は続く。西灘駅は高架駅であるが、西灘駅のすぐ西側を流れる西郷川は天井川のため、線路の側道は大阪寄りにある駅改札口付近から神戸方面に向かって上り坂となっており、西灘駅の神戸寄りホーム端部はほぼ地平レベルとなっている。西郷川の西側はそのまま平地となっているため線路も地平となり、ここで神戸市内唯一の踏切である岩屋踏切を通過する。この岩屋踏切を過ぎるとすぐに線路は下り坂となり、次の岩屋駅では掘割となっている。岩屋駅ホームに接するトンネルに入ると、ここから先は終点の元町駅を経て神戸高速線まで地下線が続く。
岩屋駅から先は、かつて『日本一ホーム幅が狭い』と言われた春日野道駅の手前で再び国道2号の地下を通り、そのまま神戸側のターミナル駅である神戸三宮駅へと到着する。神戸三宮駅はかつて三宮駅と称していた時代は南側の3番線が折り返し線であったが、駅改良工事が終了した現在は折り返し線を中央に挟んだ頭端式でもある島式ホームへと改造されている。神戸三宮駅を過ぎると、島式ホーム1面のみの、かつての終着駅である元町駅へと辿り着く。かつては殆どの普通が元町駅で折り返していたが、現在は早朝・深夜の一部の普通を除き全ての列車が、そのまま接続している神戸高速線の高速神戸駅まで直通している。

## 運行形態
他社線との直通運転を盛んに行っており、神戸側では1968年から神戸高速線を経由して神戸市を横断し、その先の山陽電気鉄道本線（以下、山陽方面）とも相互直通運転している。この際の列車種別は「直通特急」や「特急」などの上位種別に限定し、速達性を確保している。また、神戸三宮駅 - 元町駅間には山陽電気鉄道のS特急と普通が乗り入れてくる。また、これとは別に大阪側では尼崎駅から分岐する阪神なんば線を介して近鉄（以下、近鉄方面）との相互直通運転を2009年から実施している。さらには、阪神なんば線を介して近鉄特急も2014年3月22日から団体臨時列車として本路線への乗り入れを開始した（運行は特定の土曜・休日のみで、朝8時台に神戸三宮駅発、夕方に神戸三宮駅着で運行）。
かつては一つの路線としては列車種別が非常に多く、他社線と相互乗り入れをしていることも相まってダイヤは複雑なものとなっていた。特に、この列車種別は単なる上下関係ではなく、一部の下位種別は上位種別が停車する駅を通過するものがあること（「千鳥停車」と呼ばれる）や、同一種別であっても上りと下り・曜日・時間帯によって停車駅が異なるケースが多く、不慣れな利用者にはわかりづらかった。しかし、2009年3月の阪神なんば線延伸開業に伴うダイヤ改正では本線では準急を休止させるなど列車種別が整理され、現在は比較的シンプルなダイヤとなっている。ただ、千鳥停車は現在でも多く設定されており、平日朝ラッシュ時を中心に、直通特急・快速急行・区間特急・区間急行で行われている。また、その平日朝ラッシュ時においても大阪梅田行きの優等列車は基本的に大阪梅田駅まで先着するダイヤが組まれているほか、かつては甲子園駅を出ると大阪梅田駅まで無停車であった区間特急を尼崎駅・野田駅にも停車させるなど、混雑の平準化が図られている。
2010年代以降、特に首都圏の大手私鉄各社で導入が進んでいる有料座席定員制列車については、阪神の場合、特急は本線区間での乗車時間は長くて30分台であること、日中も含めて運行本数が多いことから設定は見送られてきたが、2022年12月末から2023年1月末にかけての金曜日夜間に、試験的に大阪梅田発青木行き夜間有料臨時列車「らくやんライナー」を運行した（後述）。今後、2027年度に導入予定の新型車両（3000系）において、阪神電鉄でも初の座席指定サービスを開始する予定である。
車両は、主に「特急」や「急行」などで用いる赤系の塗装・ステッカーである6両編成（俗に言う赤胴車）と、高い加減速性能を求められる「普通」限定で用いる青系の塗装・ステッカーである4両編成（俗に言う青胴車）の2種類に分けられているのが特徴である。
平日日中の各区間の1時間あたりの基本的な運行本数は下表のとおりである。
| 種別＼駅名 | 種別＼駅名 | 大阪梅田  | …         | 尼崎      | 尼崎 | …   | 西宮 | 西宮 | …   | 神戸三宮 | 神戸三宮 | 元町 | 直通先      | 備考                     |
| ---------- | ---------- | --------- | --------- | --------- | ---- | --- | ---- | ---- | --- | -------- | -------- | ---- | ----------- | ------------------------ |
| 運行範囲   | 直通特急   | 2本       | 2本       | 2本       | 2本  | 2本 | 2本  | 2本  | 2本 | 2本      | 2本      | 2本  | →山陽姫路   |                          |
| 運行範囲   | 直通特急   | 2本       | 2本       | 2本       | 2本  | 2本 | 2本  | 2本  | 2本 | 2本      | 2本      | 2本  | →山陽姫路   | 神戸高速線内は各駅に停車 |
| 運行範囲   | 特急       | 2本       | 2本       | 2本       | 2本  | 2本 | 2本  | 2本  | 2本 | 2本      | 2本      | 2本  | →須磨浦公園 |                          |
| 運行範囲   | 快速急行   | 近鉄奈良← | 近鉄奈良← | 近鉄奈良← | 3本  | 3本 | 3本  | 3本  | 3本 | 3本      |          |      |             |                          |
| 運行範囲   | 急行       | 3本       | 3本       | 3本       | 3本  | 3本 | 3本  |      |     |          |          |      |             |                          |
| 運行範囲   | 急行       | 3本       |           |           |      |     |      |      |     |          |          |      |             |                          |
| 運行範囲   | 普通       | 6本       | 6本       | 6本       | 6本  | 6本 | 6本  | 6本  | 6本 | 6本      | 6本      | 6本  | →高速神戸   |                          |

平日朝ラッシュ時では、直通特急・特急（下りのみ）、区間特急（上りのみ）、快速急行、区間急行、普通を12分サイクルで運行するのを基本とする。停車駅の多い区間特急や区間急行を設定することで、日中は優等列車が通過する駅にも優等列車を停車させることで利便性を向上させ、きめ細かな通勤需要に応えることを目指している。その他、平日では日中から夜間にかけて、土曜・休日では朝から夕方にかけてそれぞれ10分サイクルで運行しているが、早朝は15分サイクル、夜間は12分サイクルで運行している。

### 列車種別

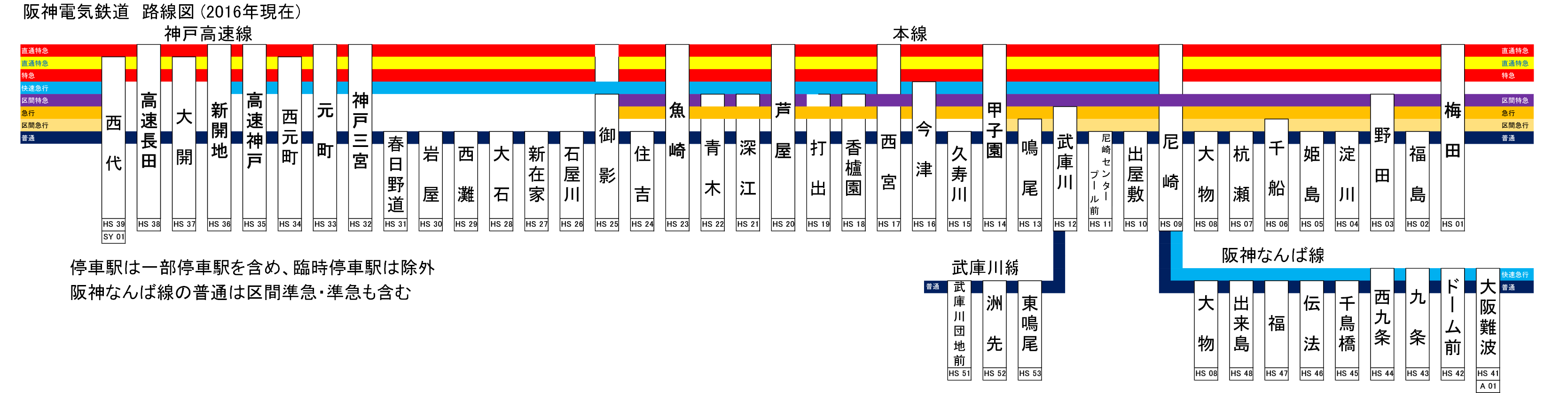
停車駅（※2016年時点であるため現在とは異なる。また区間急行は福島駅にも停車する）

#### 直通特急
1998年に設定された種別で「直特」と略されることがある。「特急」と同様、最上位の種別として扱われており、乗車券のみで乗車可能である。途中停車駅は、尼崎駅・甲子園駅・西宮駅・芦屋駅・魚崎駅・御影駅・神戸三宮駅である。本線内の停車駅は「特急」と同じであるが、例外的に平日朝ラッシュ時の一部の大阪梅田行きが甲子園駅を通過する（代わりにその時間帯は区間特急が甲子園駅に停車する）。
ほぼ終日設定されており（大阪梅田駅発最終列車は22:36）、日中でも1時間あたり4本（10分ないし20分間隔）が運転されている。全列車が山陽方面に直通し、基本的に大阪梅田駅 - 山陽姫路駅間で運転されているが、本線内では早朝に西宮駅・御影駅を始発、深夜に御影駅を終着とする列車もある。車両は阪神・山陽の6両編成が用いられる。

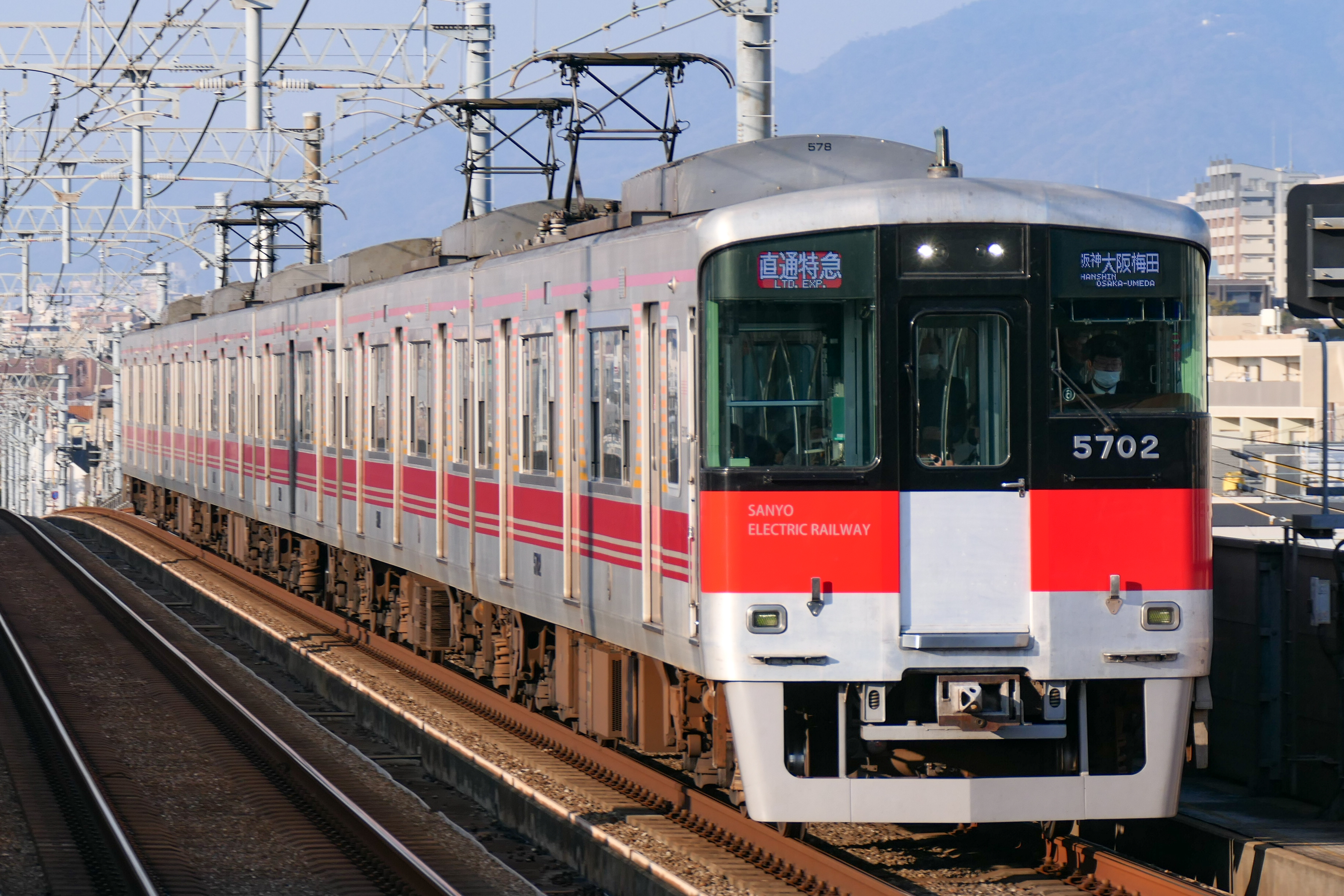
山陽5000系5702Fによる直通特急（赤）（香櫨園駅）
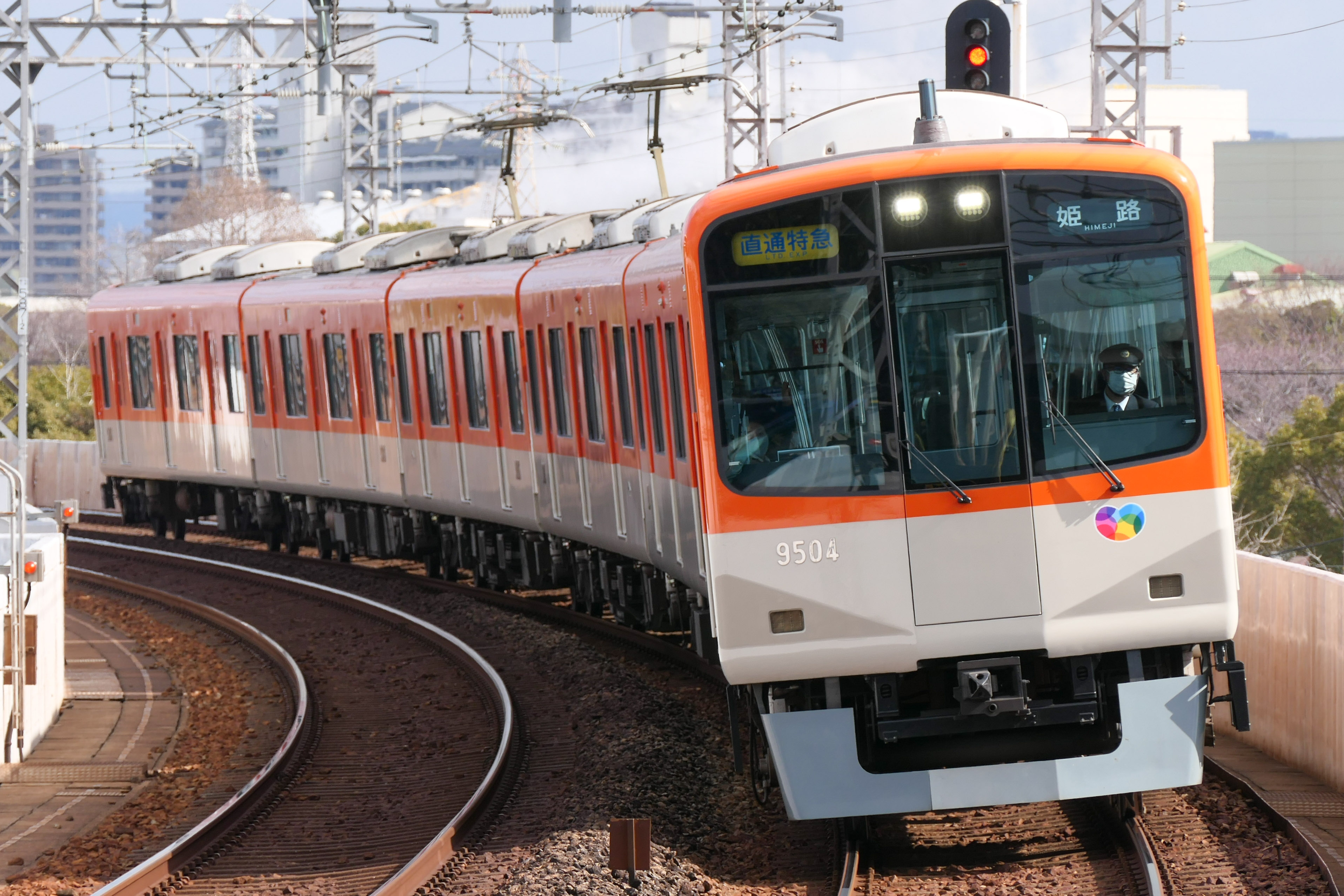
9300系9503Fによる直通特急（黄）（大物駅）

#### 特急（阪神特急）
終日にわたって運転される種別であり、本線の全区間で通過運転を行い前述の「直通特急」とともに本線の最上位の種別を構成する。日中では前後の「直通特急」に挟まれる形で1時間あたり2本（30分間隔）が運転され、特急系統は「直通特急」と合わせて10分ヘッドのダイヤ構成となっている。
1954年9月のダイヤ改正で登場。登場当初は日中に20分間隔で、途中三宮駅のみに停車し、梅田駅 - 元町駅間を27分で結んだ。1960年9月15日からは西宮駅・芦屋駅・御影駅にも停車し、代わりに急行は基本的に梅田駅 - 西宮駅間に短縮することで、以後現在に続く体系となった（詳細は後述）。
本種別も山陽方面との直通が基本であるが、「直通特急」とは異なり山陽側の終着駅は須磨浦公園駅までであるほか、神戸三宮駅 - 須磨浦公園駅間は各駅停車となるのが違いである。大阪梅田駅 - 須磨浦公園駅間で運転される列車のほか、一部に大阪梅田駅 - 東須磨駅間も設定されている。また、神戸高速線内発着列車として大阪梅田駅 - 高速神戸駅または新開地駅間の列車が設定されているほか、線内運転として深夜の下りには大阪梅田発神戸三宮行きが、土曜・休日早朝上りには神戸三宮発大阪梅田行きが、それぞれ設定されている。原則として阪神の車両を使用するが、一部の特急は直通特急の折り返しによる運用の都合で山陽の車両を使用する。
2001年のダイヤ改正まで、2000系以前の車両による特急運用時に限り専用マークを掲げて運転されていた。現在では、高校野球開催期間中の特急充当車に専用の標識板を掲示している（2013年春までは山陽電鉄の車両の運用による阪神特急を除く）。甲子園球場で阪神タイガースの主催試合が開催される時は、タイガースのマークが描かれた標識板を阪神（直通特急および阪神特急運用時）・山陽電鉄の車両にそれぞれ掲示する。
このほか、2016年3月のダイヤ改正までは、土曜・休日を中心に神戸三宮駅 - 高速神戸駅・新開地駅・東須磨駅・須磨浦公園駅で区間運転する「特急」があった。この特急は折り返しによる運用であり、同区間では各駅に停車するため実質は「普通」であったが、表示幕が対応していなかったため、敢えて「特急」として運転された。
2025年2月22日のダイヤ改正で、24時台に後述する大阪梅田発御影行き急行の後に大阪梅田発神戸三宮行きを1本増発し、神戸三宮駅行きの最終を大幅に延長した。

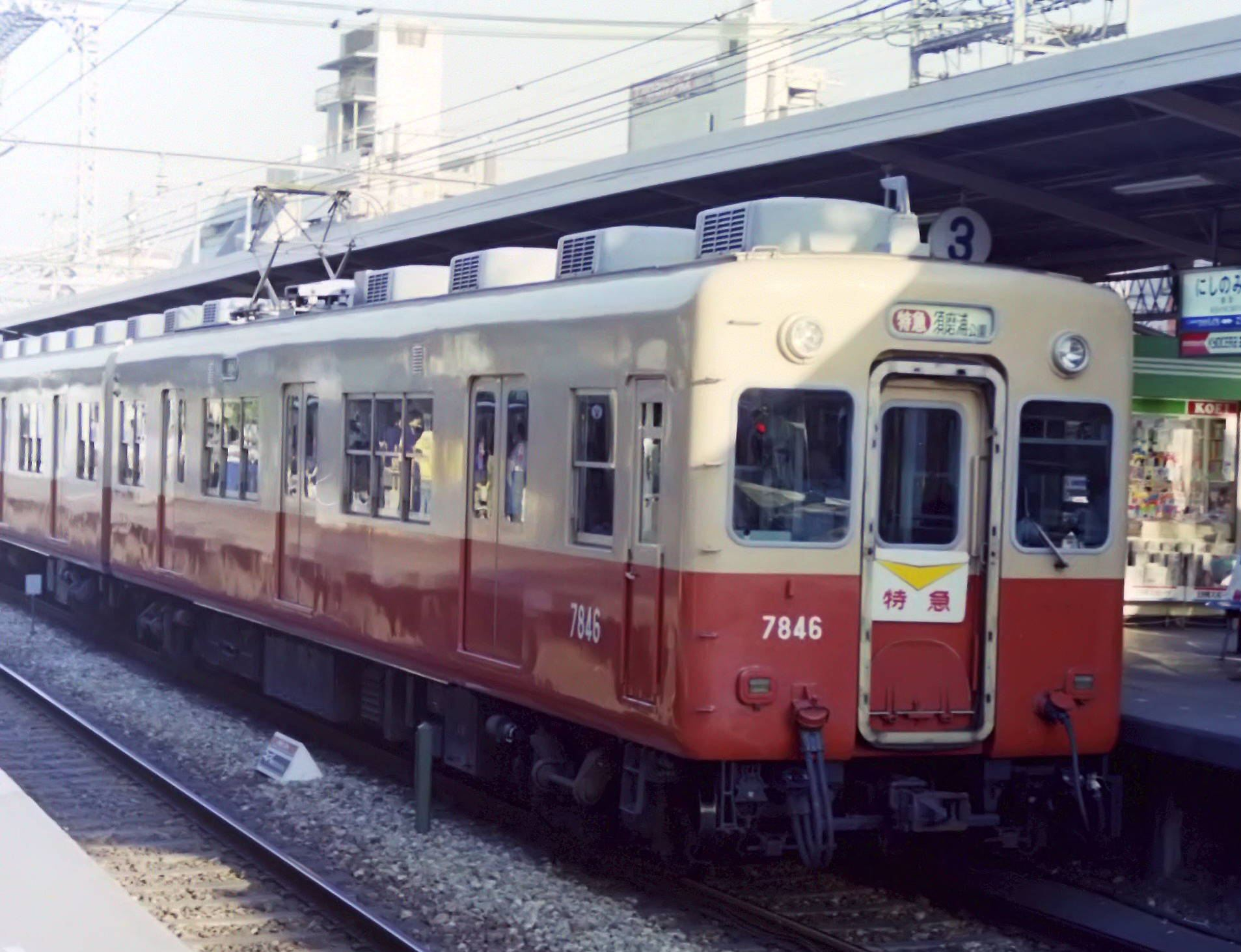
翼形の特急マーク。2000系の全車廃車直前まで使用されていた。
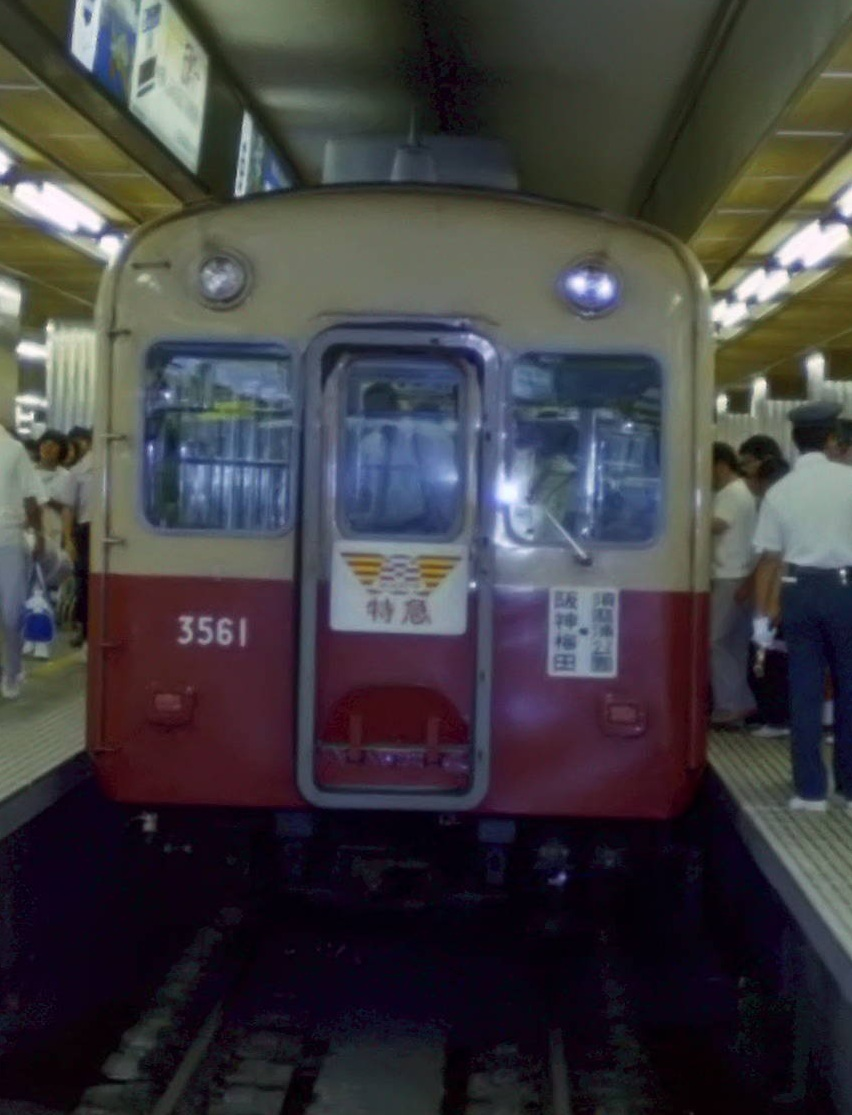
高校野球開催中のみ使用された、特別な特急マーク。
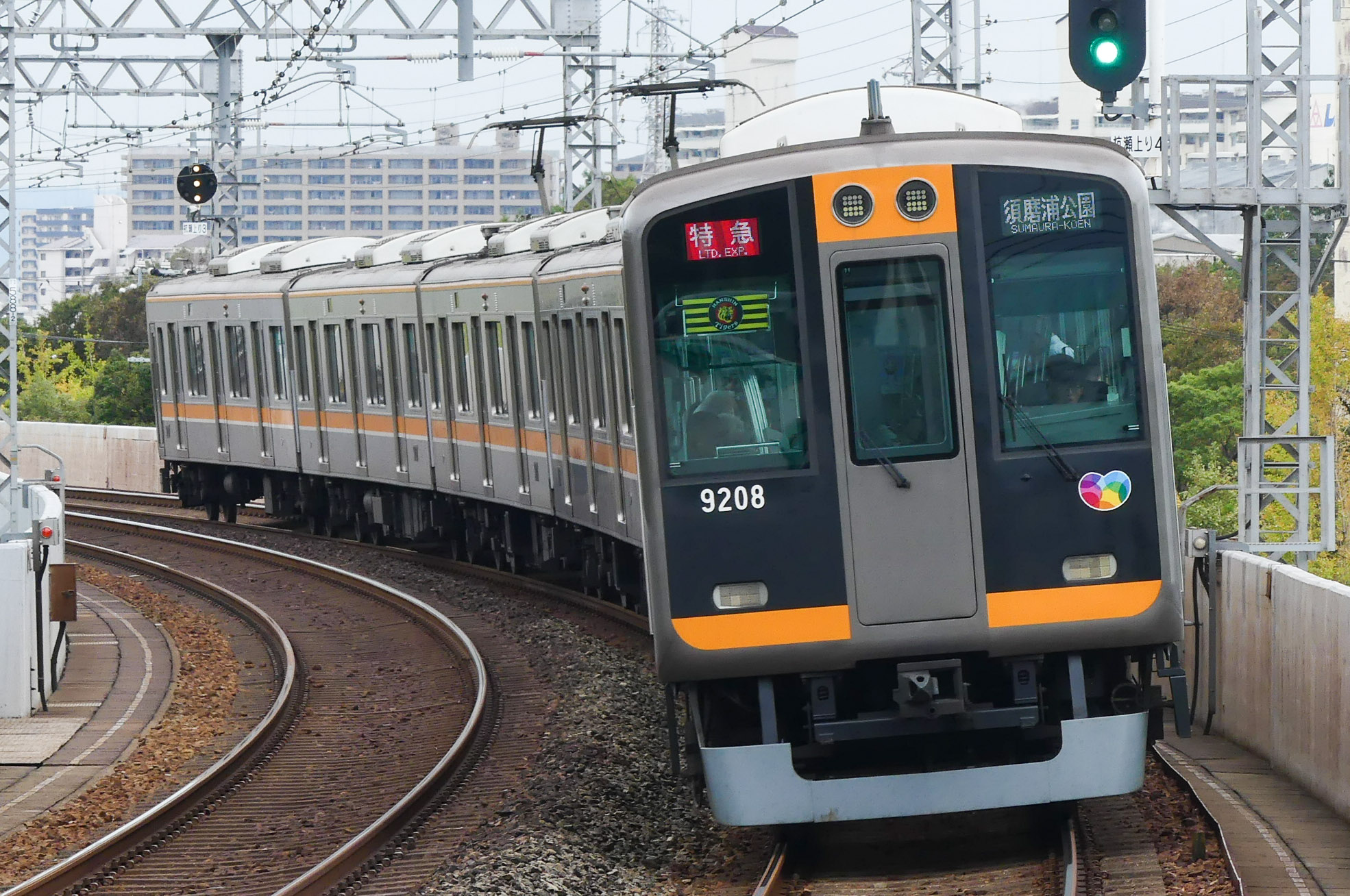
9000系9207Fによる特急（大物駅）
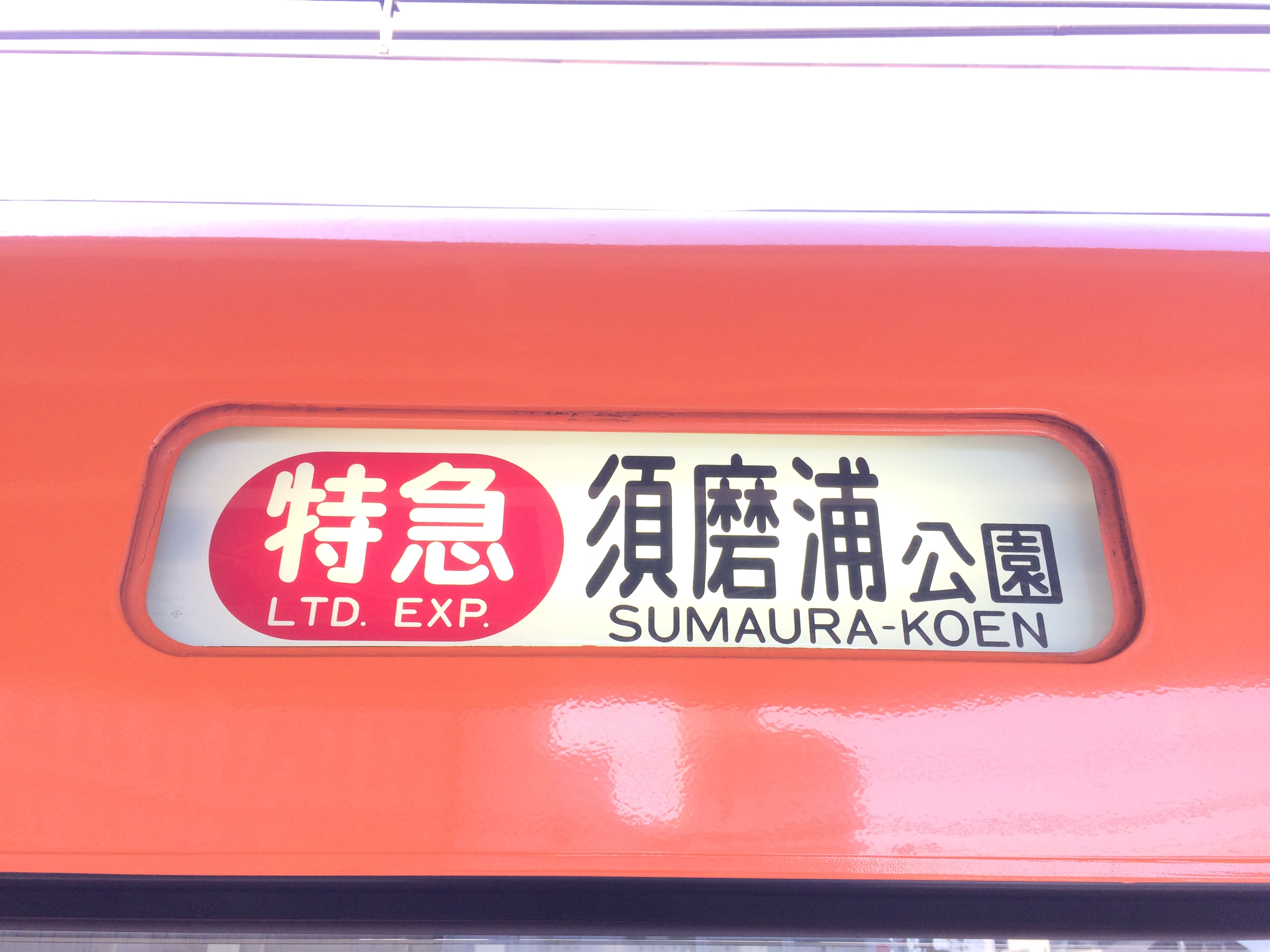
9300系の須磨浦公園行き先表示。「公園」の表記が小さい。

#### 区間特急
平日朝ラッシュ時に「直通特急」とともに運転される種別で、上り方向のみに7本設定されている。全列車が御影発大阪梅田行きで運転され、大阪梅田駅1番線に到着後は回送として折り返す。なお、ラッシュ時に運転される優等列車のため混雑することから、大阪側から4両目に阪神電車で唯一女性専用車両が設定されている。
現行ダイヤでは名前の通り、各駅に連続停車する区間と通過運転を行う区間がある。後者においては上位種別である直通特急・特急の停車駅を通過する「千鳥停車」が見られ、直通特急が停車する西宮駅を通過する。2012年までは野田駅も、2016年までは尼崎駅もそれぞれ通過していた。
全列車が御影駅で神戸三宮方面からの普通と接続し、青木駅では後続の快速急行と直通特急の待避を行っている。車両は阪神車の6両編成を用いる。
1981年のダイヤ改正で芦屋駅を始発駅として1本が設定されたのが始まりである。その後神戸側の始発駅を三宮駅に変更して運転区間を延長したほか、何度か増発や停車駅変更が行われた。この時期は全区間で通過運転を行い、現在のように連続停車する区間はなく、ほぼ阪神本線全線を走るため、「区間特急」という名称には違和感のある運行形態であった。「特急」とは異なる停車パターンで運転されていたのは変わらず（芦屋駅のみ両方が停車）、特急より停車駅が少なかった時もある。2009年ダイヤ改正では区間特急と直通特急との続行ダイヤから、芦屋駅と甲子園駅で次の快速急行に連絡するダイヤに変更され、始発駅が青木駅となったほか、運転区間が短縮され、連続停車区間が出現した。その後、2012年ダイヤ改正では野田駅にも停車するようになり、2016年ダイヤ改正では運転区間が拡大され始発駅を御影駅に変更、魚崎駅・尼崎駅が停車駅に追加されるなど、列車の趣旨にも若干の変化が見られる。
平日ではあるが年末のため土曜・休日ダイヤとされた2014年12月29日には、通勤輸送にも配慮して初めて臨時区間特急を4本運転した。

#### 快速急行
神戸三宮駅と阪神なんば線大阪難波駅を経由して近鉄奈良線を結ぶ速達列車であり、早朝・深夜を除きほぼ終日運行されている。
平日朝ラッシュ時から夕方にかけてと土曜・休日の早朝が6両編成であるが、それ以外は全ての列車が8両編成で運行されている。近鉄線への乗り入れ開始当初は主に日中は6両編成で、それ以外の時間帯では当時本線の殆どの快速急行停車駅のホーム長が8両に対応していなかったため尼崎駅で2両ないし4両を増解結して阪神なんば線より先は8両ないし10両編成で運行する、といったパターンが続いていたが、後述の通り2020年3月14日ダイヤ改正以降は本線でも8両編成での運行を開始したこともあり、現在のダイヤでは尼崎駅での増解結は行っていない。
基本的には神戸三宮駅 - 近鉄奈良駅間での運転だが一部例外もあり、上り（近鉄奈良方面行き）では夜間と平日朝には大和西大寺行きがあるほか、大阪難波駅にて急行、準急または普通に変更しそのまま近鉄線に直通する大阪難波行きがある。それ以外にも、下り（神戸三宮行き）では平日朝に尼崎始発がある。なお、近鉄線内で障害が発生した場合は、近鉄線内には乗り入れず西九条駅発着に変更されることがある。全列車が尼崎駅から阪神なんば線に入るため本線の大阪梅田駅 - 尼崎駅間には乗り入れないが、ほとんどの列車が尼崎駅で大阪梅田駅発着の急行ないし区間急行と接続することで大阪梅田方面との利便性も確保されており、尼崎駅 - 西宮駅間で本数が減少する急行を補完している。
急行よりも上位で特急よりも下位にあたる列車種別（停車駅数的には区間特急と特急の間）であるが、特急などの上位種別列車に抜かされることはない。阪神の現行種別の中でも時間帯によって停車駅が異なることが顕著である。平日朝ラッシュ時は武庫川駅・今津駅を通過するほか、ホームの問題（詳細は各駅記事参照）から特急停車駅である御影駅と平日朝ラッシュ時を除いて芦屋駅を通過しており、事実上の千鳥停車となっている。
先述の車両数の違いのほか、車両に関しても阪神車両（18m・3扉）、近鉄車両（21m・4扉）ともに運用に入るため、列車によりホームでの乗車位置（阪神車は青色○、近鉄車は赤色△で案内）が異なる。なお、列車ごとに阪神車両または近鉄車両どちらで運用するかが固定されているため（ただし車両形式までは固定されていない）、どちらの車両を使用するかは、駅の発車標（さらに神戸三宮駅では、快速急行のみ記載された駅時刻表に、各列車ごとに阪神車両か近鉄車両か、6両編成か8両編成かも記載）または2018年3月17日より配信を開始したスマートフォンアプリ『阪神アプリ』で確認が可能である。
種別自体は1983年12月4日のダイヤ改正にて、梅田駅 - 西宮駅間の急行を延長する形で登場。当初は休日日中のみの運行で、また西宮駅 - 三宮駅間ノンストップであった（梅田行きに限り、当初は青木駅に停車して特急を待避するダイヤで運行）。1987年12月より平日日中にも拡大、同時に梅田行きの青木駅待避がなくなった。その後、1998年2月のダイヤ改正で直通特急の運転開始・日中10分間隔の実施により、日中は梅田駅 - 西宮駅間の急行に置き換えられ、代わりに平日夕方ラッシュ時間帯（17 - 19時台）に本線全般で運転される通勤時間帯の直通特急を補完する中長距離速達種別という位置付けとして存在した。
2009年3月の阪神なんば線開通に伴い現在に似た運行形態に変更され、梅田駅 - 尼崎駅間の運行は取り止められ、青木駅と岩屋駅を通過し芦屋駅と魚崎駅に停車する形になった。
2012年3月20日ダイヤ改正で、土曜・休日のみ上りは初発から3列車が神戸高速線新開地発近鉄奈良行きへと変更された（いずれも阪神の車両で運転）。
2016年3月19日ダイヤ改正より、神戸三宮駅到着後は回送として尼崎車庫へ折り返していた列車を営業列車化して神戸三宮発尼崎行き・大阪難波行き・大和西大寺行きをそれぞれ増発した。
2019年3月20日より、基本的に7時から20時までの間に限り、車掌が携帯するタブレット端末を使用して、日本語と英語、一部は中国語と韓国語でも多言語自動放送を行っている。
2020年3月14日ダイヤ改正より、朝と夜間で増発を行い、上りは全ての列車を大阪難波駅まで快速急行として運転する。また、土曜・休日は殆どの列車が8両編成となり、併せて殆どの列車で連結・切り離し作業を省略したため所要時間も短縮された一方で、ホーム有効長の問題から芦屋駅は土曜・休日に限り通過に変更した。また、この改正で平日日中のうち武庫川駅に停車する列車は今津駅にも停車となった。なお、8両編成での運転に備えて、近鉄との直通運転開始後、西宮駅と芦屋駅以外の快速急行停車駅では近鉄8両編成が停車できる170m程度へのホーム延伸工事を行った。
2022年12月17日のダイヤ改正で、平日夕ラッシュ時も8両編成となったため、芦屋駅の停車が平日朝ラッシュ時のみとなり、平日日中にあった武庫川駅・今津駅・芦屋駅の全てに停車する列車は消滅した。また平日は日中時間帯の運転が、毎時2本に削減された。土曜・休日ダイヤにあった朝の新開地発近鉄奈良行きは全て神戸三宮始発に変更され、新開地駅 - 神戸三宮駅間での運転は再び消滅した。
2025年2月22日のダイヤ改正で、平日ダイヤの日中の快速急行が毎時1本増発され、毎時2本から3本に戻された。

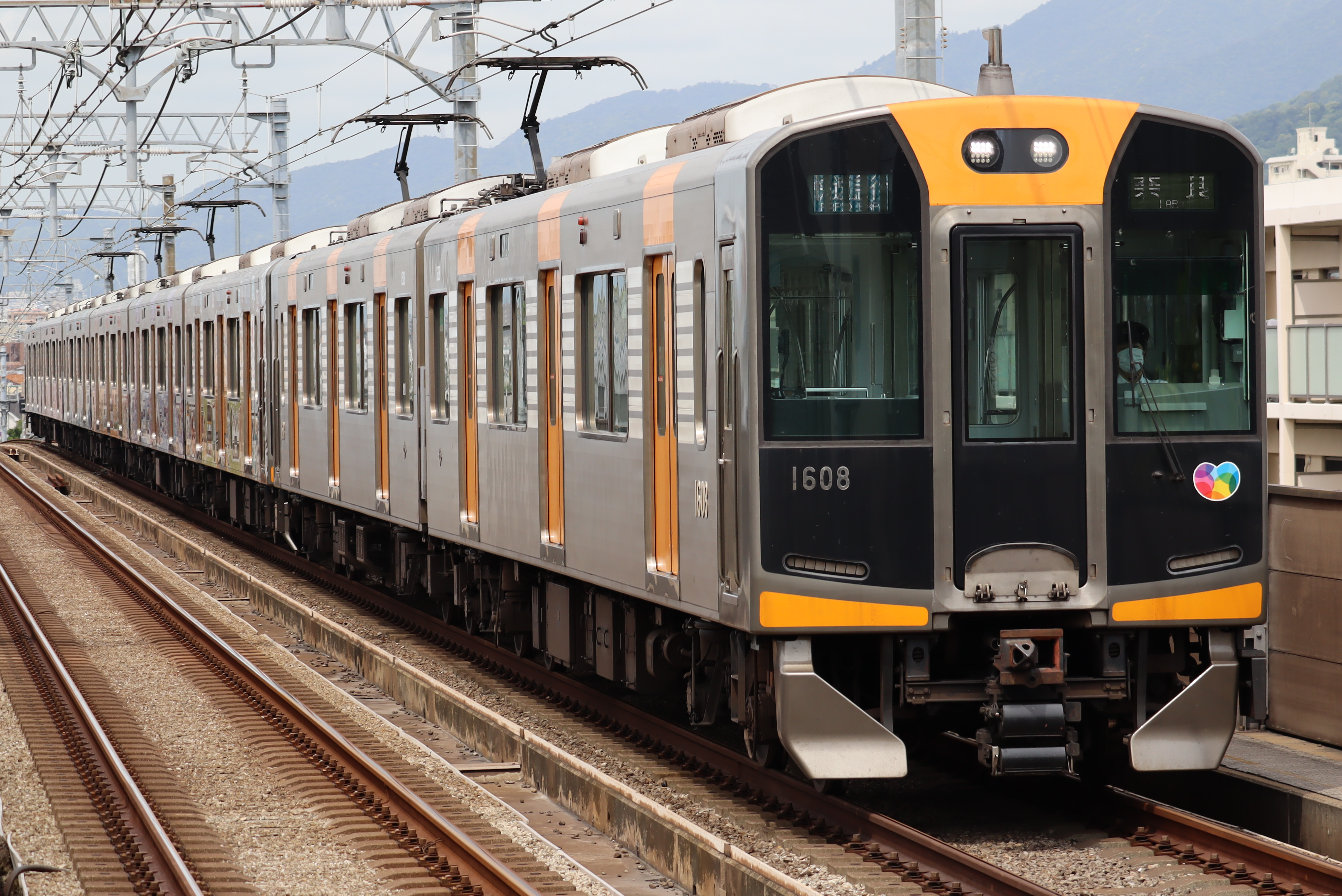
阪神車両によって運行される快速急行（香櫨園駅）
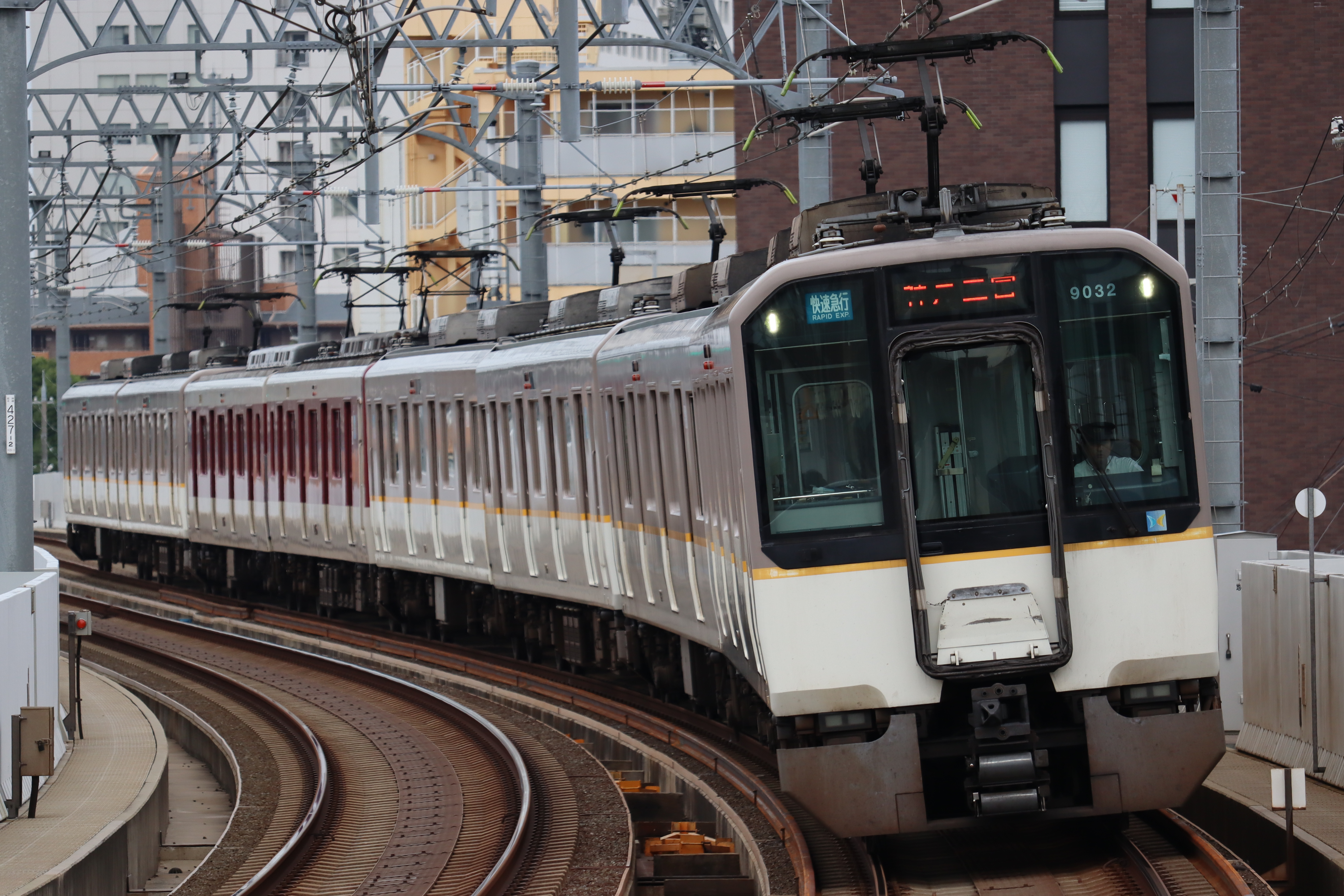
近鉄車両によって運行される快速急行（鳴尾・武庫川女子大前駅）
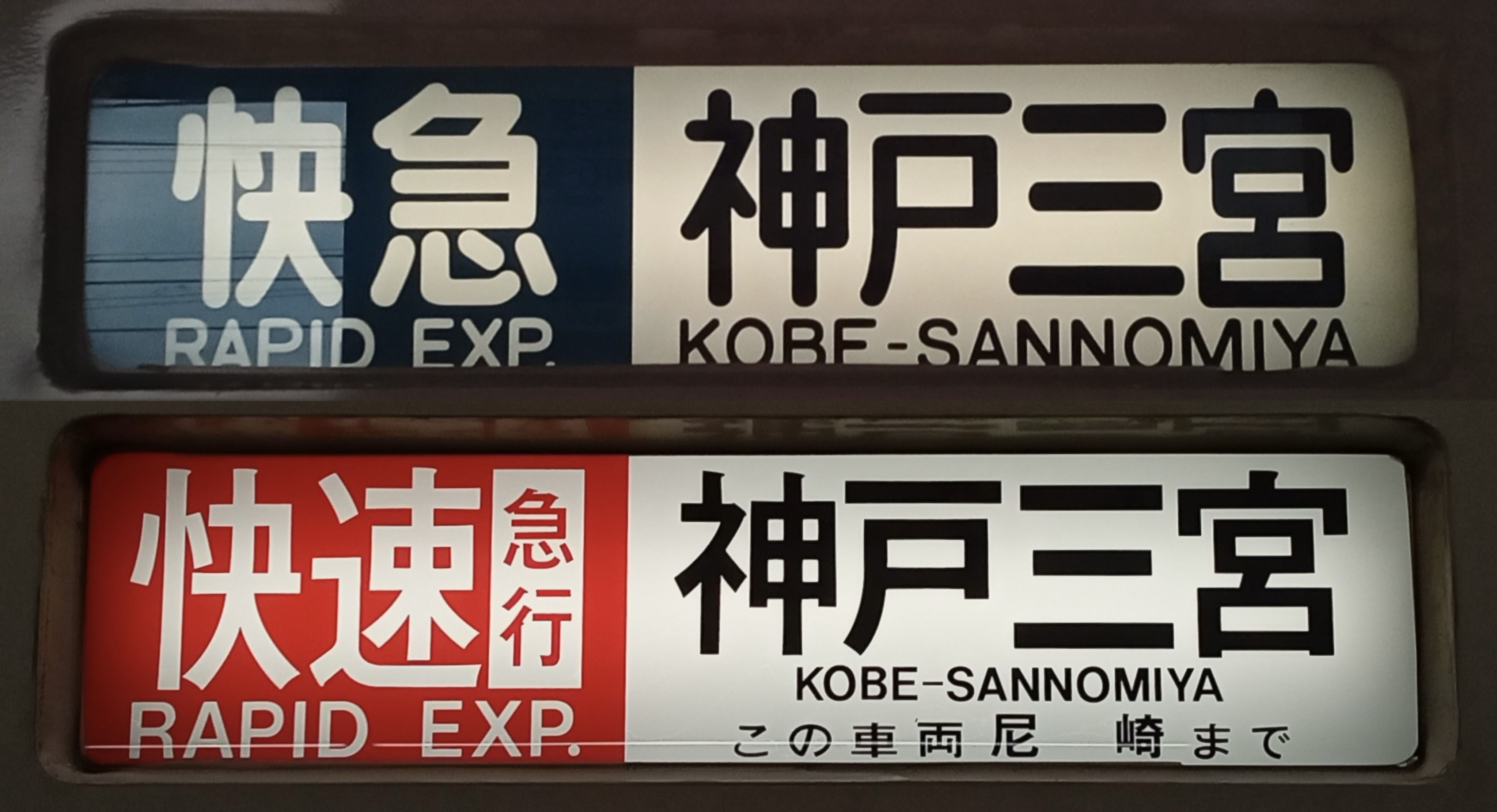
近鉄線内での快速急行幕と阪神線内での快速急行幕には違いがある。（上が阪神仕様、下が近鉄仕様）

#### 急行

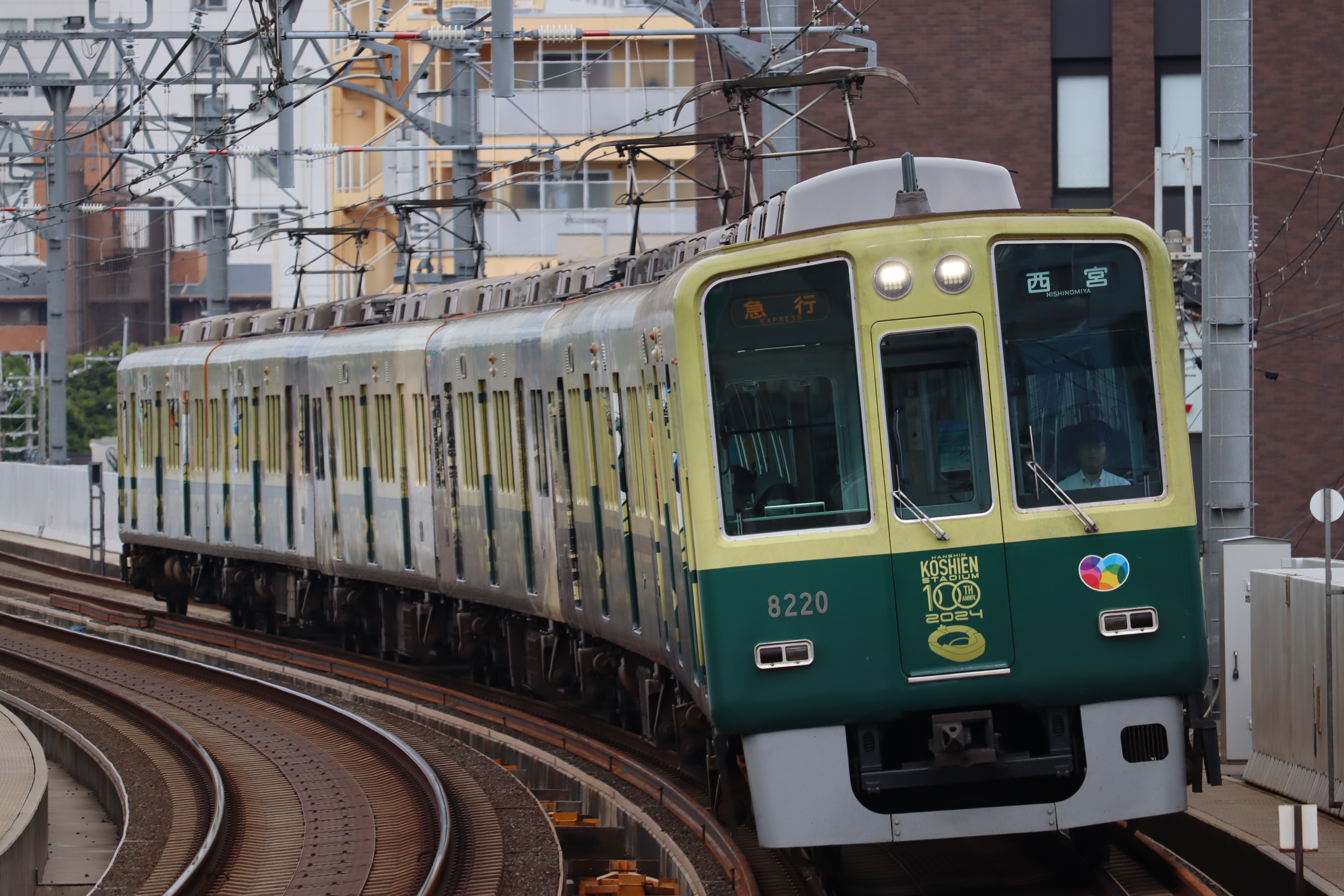
8000系8219Fによる急行電車（鳴尾・武庫川女子大前駅）

大阪梅田駅 - 尼崎駅・甲子園駅・西宮駅間に設定される種別である。平日の日中と土曜・休日の19時すぎまでは大阪梅田駅 - 西宮駅間の列車と大阪梅田駅 - 尼崎駅間の列車を交互に運転し、そのうち尼崎駅発着の列車が同駅で快速急行と接続する。基本は大阪梅田駅 - 西宮駅間の運転だが、土曜・休日の夜間は主に大阪梅田駅 - 甲子園駅間の運転となる。
毎年8月に行われるなにわ淀川花火大会開催当日の終了時間後に急行が姫島駅に臨時停車する。また、土曜・休日夜間の甲子園駅発着の列車は、西宮えびす開催日や甲子園球場でのイベント開催日において西宮駅発着に変更されることがある。
2009年3月20日改正前は、平日の昼間と深夜時間帯は梅田駅 - 西宮駅間（一部は梅田駅 - 甲子園駅間）、朝ラッシュと夜間では梅田駅 - 三宮駅間で運転されていた。朝ラッシュの一部列車は神戸高速鉄道線、山陽電鉄線内にも乗り入れていた（下り一部は東須磨駅、須磨浦公園駅まで、上り一部は東須磨駅、新開地駅から）。当時は、平日下り早朝に三宮発、神戸高速鉄道線新開地・山陽電鉄線東須磨行きの急行が合計5本あった。この急行は通過駅がなく各駅停車であるが、終着駅で折り返し梅田行き急行として運転される列車であり、急行系車両を使用しているため種別を「急行」として運転していた。平日下り三宮方面へ向かう急行は直通特急に追い抜かれることなく、三宮駅まで先着していたが、平日朝ラッシュ時の上りの急行は青木駅で区間特急と直通特急に、夜間の上りの急行は甲子園駅で直通特急に追い抜かれていた。土曜・休日については日中は梅田駅 - 西宮駅間、夜間は梅田駅 - 甲子園駅間のみの運転で、西宮駅以西の運用はなかった。
2006年10月28日のダイヤ改正では、従来の上りに加え、下りのすべての急行も大石駅に停車するようになった。
2009年3月20日ダイヤ改正で西宮駅以西の運転が一旦廃止され、運転区間は終日梅田駅 - 西宮駅間に短縮された。併せて福島駅が通過駅、今津駅が停車駅となり、朝のラッシュ時の運転は区間急行に置き換えられる形で休止された。平日夕方 - 夜間の上り急行は甲子園駅で直通特急や快速急行と接続する。
2016年3月19日のダイヤ改正で、平日の深夜に運転されていた最終の梅田発御影行き特急が急行に変更されたため、平日深夜の下り1本のみだが西宮駅 - 御影駅間で定期の急行が復活した（西宮駅 - 御影駅間停車駅は特急と同じ）。
2020年3月14日のダイヤ改正で、平日朝ラッシュの西宮発大阪梅田行きの2本が青木発大阪梅田行き区間急行に置き換えられた。
2022年12月17日のダイヤ改正では、平日日中の快速急行が毎時3本から毎時2本に削減されることに伴い、同時間帯では大阪梅田駅 - 尼崎駅間の急行のうち毎時1本が西宮駅まで延長された（平日日中の尼崎駅 - 西宮駅間は1時間あたり快速急行2本・急行4本）。また、平日朝7時台の下り2本が区間急行に変更されたほか、2016年に設定された平日深夜の大阪梅田発御影行きが廃止された（これにより急行は再び大阪梅田駅 - 西宮駅間のみとなった）。
2025年2月22日のダイヤ改正で、平日ダイヤの日中は快速急行の増発に合わせ、2022年12月17日以前の形態に戻った。また、深夜の大阪梅田発甲子園行きを御影駅まで延長することで、急行の運行区間は深夜1本のみ西宮駅 → 御影駅間の運行が復活した。

#### 区間急行
平日朝ラッシュ時、急行に代わって大阪梅田駅 - 甲子園駅間および青木駅 → 大阪梅田駅間に設定される種別である。停車駅は、急行の停車駅に福島駅、千船駅、鳴尾・武庫川女子大前駅が加わる。青木発大阪梅田行き2本以外は全て甲子園駅発着である。上りは大阪梅田駅まで先着する。下りは尼崎駅で快速急行と接続し、尼崎駅から快速急行を利用することで後続の直通特急よりも神戸三宮駅へ先着できる。また、終着の甲子園駅では直通特急と接続する。
区間急行の種別自体は2001年3月10日のダイヤ改正で一度廃止されたが、2006年10月28日のダイヤ改正で復活したものである。
阪神なんば線開業直前は平日朝ラッシュ時に甲子園発梅田行きが8本運転されており、途中で鳴尾駅・武庫川駅・尼崎駅・野田駅に停車し、一部を除いて尼崎駅で区間特急に、野田駅で直通特急に追い抜かれるダイヤを組んでいた。また、2001年に一度廃止されるまでは、姫島駅にも停車していた。同時間帯に走っていた急行とは少し異なり、鳴尾駅に停車した代わりに福島駅は通過していたが、朝の通勤時間帯における上り急行の混雑緩和と甲子園駅からの着席サービスを図る、他社でいう「通勤急行」の様な位置付けであった。
2009年3月20日のダイヤ改正で福島駅・千船駅が停車駅に加えられ、当該区間の急行を置き換える形で梅田発の下りも設定された。
2020年3月14日のダイヤ改正で、平日朝ラッシュ時の上り大阪梅田行き急行2本が区間急行に置き換えられ青木駅始発となり、停車駅に芦屋駅、西宮駅、今津駅が追加された。
2022年12月のダイヤ改正では、平日朝ラッシュ時の大阪梅田発急行2本が区間急行に置き換えられた。

#### 普通（阪神普通）

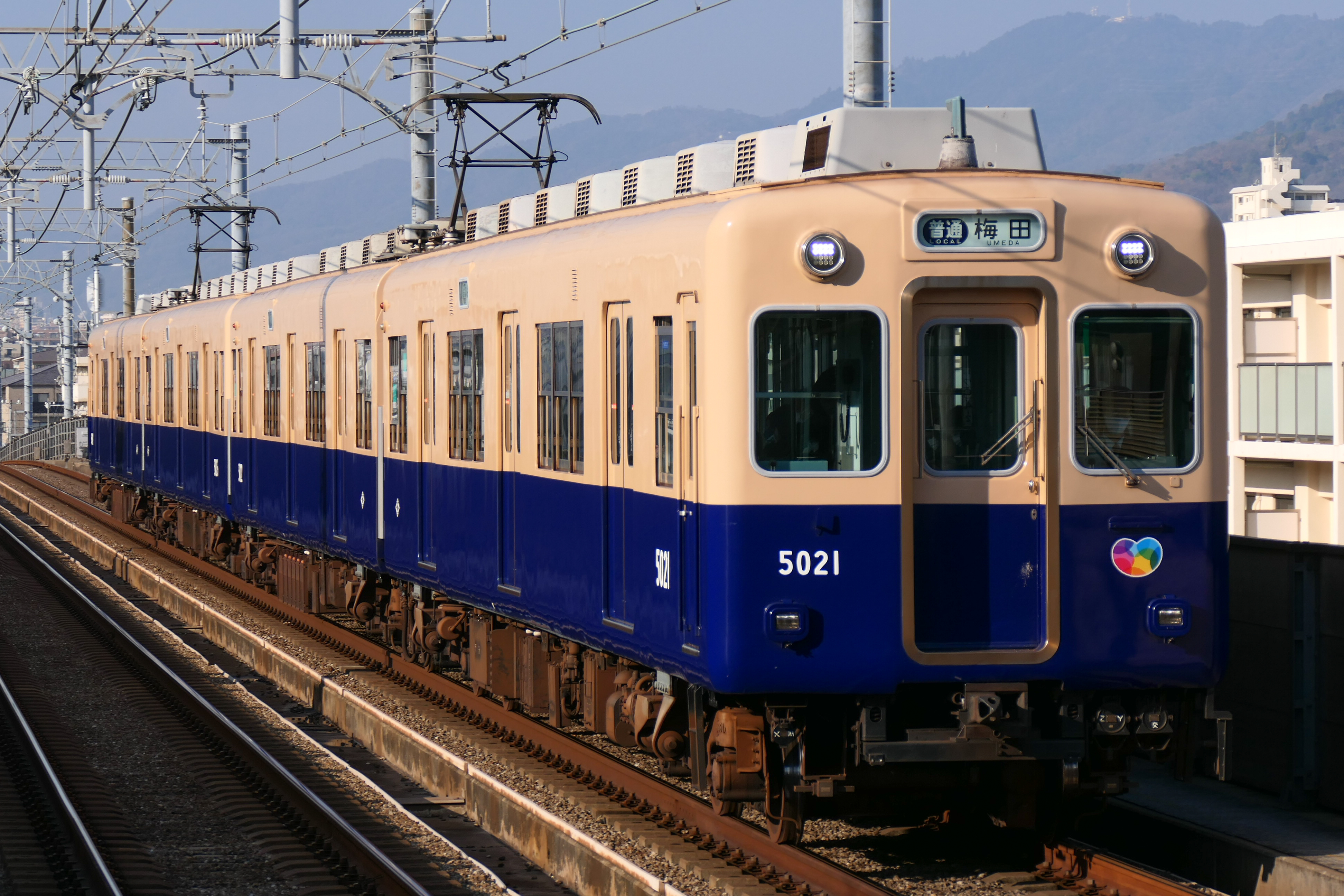
5001形5021Fによる普通電車
（香櫨園駅）

各駅に停車する種別。車両は原則として加減速性能の高い4両編成の「ジェットカー」が使用されるが、一部時間帯に運転される神戸三宮駅 - 新開地駅・東須磨駅・須磨浦公園駅間の列車には急行系車両が使用される。これらの急行系車両を使う列車は前述の通り特急の折り返し運用によるもので、長らく各駅停車の「特急」として運転されていたが、2016年3月19日のダイヤ改正に合わせて急行系車両にも新たに『普通 神戸三宮』などの表示幕を追加し、「普通」に統一された。
終日、原則として大阪梅田駅 - 高速神戸駅間で運転されているが、日中の一部列車は尼崎駅で車両交換を行う。かつては元町駅にて折り返し運転を行っていたが、1998年2月15日のダイヤ改正で高速神戸駅まで延長された（ただし、それ以前の1991年改正から既に夕方ラッシュ時に高速神戸駅で折り返す運用も設定されていた）。延長された理由は、運行本数の増加により元町駅での折り返し時間に余裕がなくなったこと、そのダイヤ改正で運行開始した直通特急の一部が西元町駅を通過扱いとしたこと、高速神戸駅で新開地方面の列車接続をするため等である。また、時間帯によっては途中の尼崎駅・西宮駅・御影駅・神戸三宮駅・元町駅を始発駅・終着駅とする列車も設定されている。なお、石屋川駅行きは2022年12月のダイヤ改正で廃止された。
緩急接続は、基本的に尼崎駅で急行・快速急行（平日朝の大阪梅田行きは区間急行、早朝・深夜時間帯は直通特急・特急）に、千船駅と尼崎センタープール前駅で特急・直通特急の、御影駅で快速急行の、それぞれ通過待ちを行う。西宮駅では早朝・深夜の一部列車を除いて直通特急・特急と快速急行または西宮駅発着の急行に、御影駅と高速神戸駅でそれぞれ直通特急・特急に接続する。加えて下りは野田駅で急行（平日朝ラッシュ時は千船駅で区間急行）に接続するほか、早朝・夜間に甲子園駅で直通特急・特急に接続する列車、大阪梅田駅発甲子園駅止まりの急行から接続を受ける列車もある。
2009年3月20日のダイヤ改正で、2006年10月28日の改正時から実施されていたジェットカーによる山陽電鉄東須磨駅までの乗り入れ運用が廃止された。ただし新開地駅までの運転は継続している（早朝から朝にかけて平日3本、土休日2本と土休日夜に1本）。
5700系や5500系リノベーション車両には乗降扉の横に自動ドアボタンが設置されており、かつてはこれらの車両で運用する列車のうち緩急接続や通過列車の待避で長時間（2分以上）停車する駅においては、車内温度維持のため乗降客がドアを開閉する半自動扱いとしていた。この半自動扱いは新型コロナウイルス感染症の流行により2020年3月下旬以降取り止めており、コロナ感染症の分類が5類相当に引き下げられた後も、一部の駅で可動式ホーム柵が設置されたこともあり、取り止めは継続されている。

#### S特急
阪神本線内は神戸三宮駅 - 元町駅間のみの運転で、下りは深夜に神戸三宮発山陽姫路行きが、上りは朝に高砂発神戸三宮行きが運転されている。なお、神戸三宮行きはごく一部の列車を除いて神戸三宮駅到着後は大石駅まで回送され、同駅で折り返している。山陽の車両のみで運転されている。

#### 普通（山陽普通）
阪神本線内は神戸三宮駅 - 元町駅間のみの運転で、朝・夕方以降に神戸三宮駅 - 山陽姫路駅間で運転されている。神戸三宮発では山陽姫路行きのほか、東須磨行き、東二見行き、飾磨行き（平日のみ）も設定されている。なお、神戸三宮行きはごく一部の列車を除いて神戸三宮駅到着後は大石駅まで回送され、同駅で折り返している。山陽の車両が用いられる。

#### 準急（休止）
準急は、本線では2009年3月20日改正によって運行が休止された種別である。休止直前は、平日の朝夕ラッシュ時間帯のみ運転される種別となっていた。朝ラッシュ時は主に下りは梅田発の尼崎・甲子園行き、上りは石屋川駅・御影駅・西宮駅・甲子園発の梅田行きが運転され、夕ラッシュは梅田駅 - 尼崎駅・甲子園駅間で運転が行われていた。それ以前には下り大石駅始発もあったが、こちらは大石駅から東須磨駅までの各駅停車であり、急行系車両使用という理由で準急の種別表示で運転されていた。
朝夕ラッシュ時間帯の普通を補完する種別で、ジェットカーよりも加減速性能の低い急行系車両での運転のため、一部の駅を通過としたが、乗車機会の確保のため停車駅が多く、梅田駅 - 西宮駅間では淀川駅・大物駅・尼崎センタープール前駅（但し平日朝の梅田行きは停車）・久寿川駅・西宮東口駅（のち廃止）以外の駅には全て停車しており、2駅連続で通過する区間はなかった。西宮駅以遠はダイヤ改正ごとに停車駅が見直されることがあり一定していなかったが、ホーム有効長が4両分のみであった住吉駅は通過していた。急行系種別と千鳥停車を行っていた。
2006年10月28日のダイヤ改正より、上り準急が打出駅に停車し、香櫨園駅が通過となった（打出駅のホームが延伸され6両編成対応になったことと、香櫨園駅に区間特急が停車するようになったため）。この時の通過駅は淀川駅、大物駅、尼崎センタープール前駅（上りは停車）、久寿川駅、香櫨園駅、芦屋駅、青木駅、住吉駅のみであった。また、同改正前は最長で山陽電鉄東須磨駅まで運転されていた下り準急は、すべて尼崎駅・甲子園駅までに運転区間が縮小された。
停車駅が多い上に特急などの待避も多く所要時間がかかるため乗車率が低迷していたことから、2009年3月20日の阪神なんば線開業に伴う改正で休止とし、準急種別は阪神なんば線 - 近鉄奈良線間の相互直通列車に限定して用いられる（同時に阪神なんば線には「区間準急」が登場）ことになり、本線における準急は消滅した。準急が停車していた深江駅・打出駅・今津駅では、代替で区間特急が新規で停車するようになった。
なお、1980年代までは休日の昼間、梅田駅 - 甲子園駅間（一部は尼崎駅まで）に設定されていた。これらは「不定期列車」としての運転であり、冬季（12月 - 2月）は運休となっていた。また、1963年2月から1968年4月まではダイヤの関係で梅田 - 甲子園間の一部の不定期準急にジェットカーを使用していた列車もあった。
1990年頃まで準急は5両編成で運転されていた。このため、準急にはR車や両運転台車両だった3301型が多く充当されていた。普通の終日4両編成化を機に、これまで特急・急行は6両編成、区間急行・準急は5両編成だった優等列車をすべて6両編成に統一したことから、準急にも8000系が充当されるようになった。

### 臨時列車

#### 臨時特急

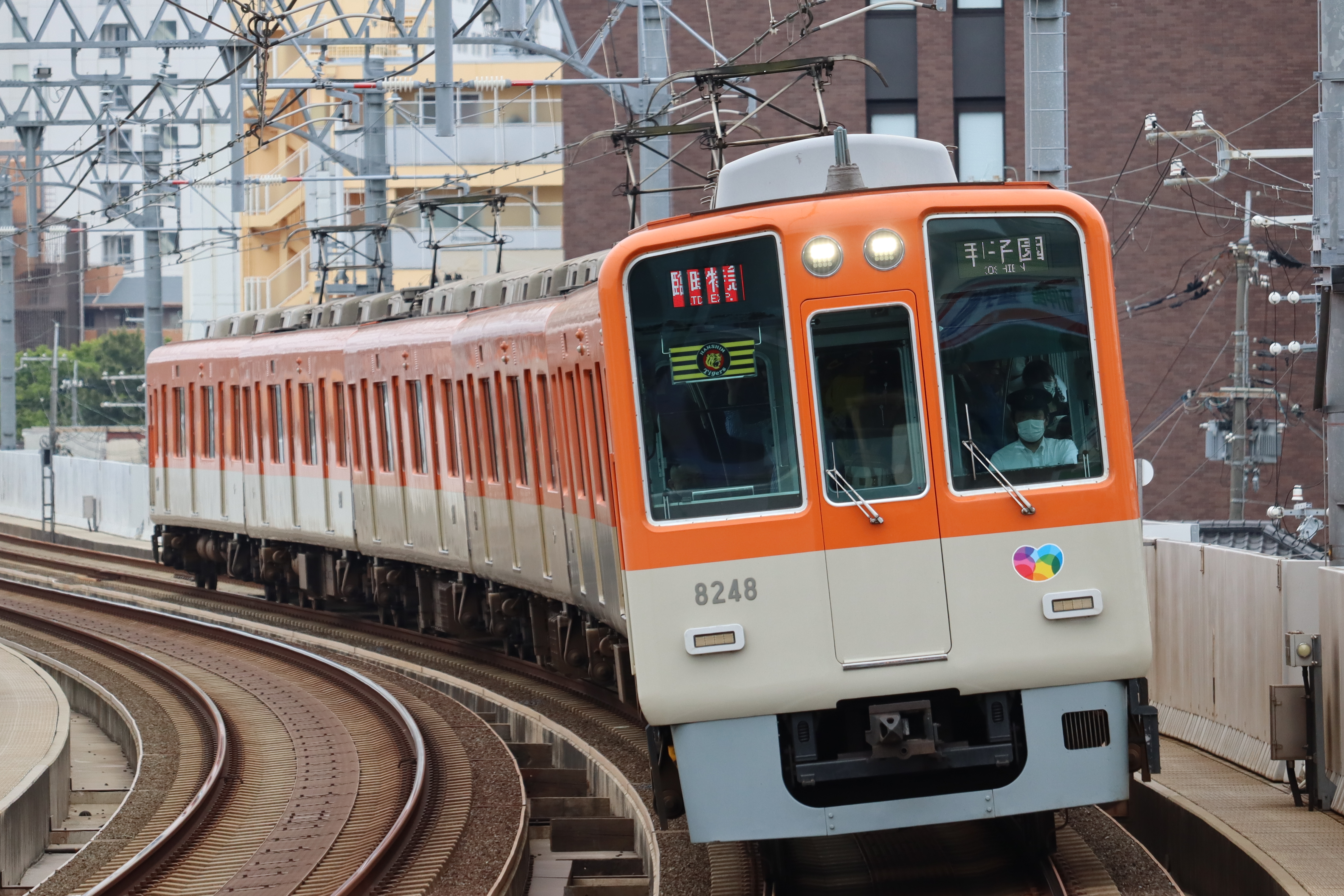
8000系8248Fによる臨時特急（鳴尾・武庫川女子大前駅）

臨時特急は、阪神甲子園球場でのイベント開催当日（主に春・夏の高校野球大会、プロ野球試合によるもの）に、大阪梅田駅 - 甲子園駅間で運転される。大阪梅田発はイベント開催直前のみ、甲子園発は原則として同終了後のみの運転で、いずれも定期の直通特急・特急の直前に発車するよう予め運行時刻が設定されており、現在では、ウェブサイトで一部の大阪梅田発のみ発車時刻を公表している。
阪神なんば線開業までは、上り・下りとも途中無停車の直行列車だった。阪神なんば線開業後は甲子園発大阪梅田行きのみ尼崎駅に停車し、大阪難波方面へのアクセスにも配慮しているが、大阪梅田発甲子園行きは現在も終点の甲子園駅まで無停車で運転されている。甲子園発は、阪神甲子園球場の観客数に合わせて大阪梅田行きのみ最大4本が運転される。
特に、甲子園発の運転本数と発車時刻は、いずれも甲子園駅駅長が当日のイベントの動向と想定される乗客数を見計らった上で決定し、運転指令に指示を出している。球場の入場者数や試合の展開などもチェックしており、例えばタイガースが大差で負けているような展開では「試合中でも7回ぐらいから帰宅ラッシュが始まる」ため早めに臨時特急を動かすが、一方でタイガースが勝利した場合は「ヒーローインタビューや六甲おろしの合唱などが終わってから多くの観客が動く」ため、臨時特急の発車時刻も少し遅めにするといった細かい調整を行っている。
2023年11月23日には、神戸と大阪で阪神タイガースとオリックス・バファローズの優勝パレードが同時開催されたことに合わせ、元町発大阪梅田行き臨時特急を運行した。当日は阪神タイガースの優勝パレードが午前に神戸で、午後に大阪でそれぞれ開催された（オリックス・バファローズの優勝パレードはその逆の行程で開催）ため、神戸から大阪へと移動する阪神ファンのために臨時特急もそれに合わせて12時台に上り1本のみ運行した。この列車は途中、神戸三宮駅のみに停車し、それ以降は終着の大阪梅田駅までノンストップで運行された。車両は1000系1201F「日本一特別ラッピングトレイン」を使用し、車内も特別装飾とした。なお、車両は臨時特急と表示されたが、駅での表示は『貸切』であった。
なお、阪神なんば線方面へ直通する臨時列車については、「甲子園駅に押し寄せる数万人の乗客を効率的に捌かなければならない」ことを理由に運行されない。

#### 臨時快速急行
臨時快速急行は、近鉄との相互直通運転を開始した2009年の12月に、当時毎年12月上旬から中旬にかけて行われていた神戸ルミナリエに併せ、開催期間中の土曜・日曜の夜間に神戸三宮駅発尼崎行きが設定されたのが最初である。のち、毎年神戸ルミナリエ開催期間中の土曜・日曜の夜間に限り同様に運転されていたが、2015年からは毎年8月上旬のみなとこうべ海上花火大会の開催日にも設定された。
定期列車では最終の近鉄奈良行き快速急行が発車後に、尼崎駅始発の阪神なんば線の定期列車（区間準急・普通も含む）を延長する形で、本線は臨時快速急行として運転した。なお、駅の発車標、阪神車両・近鉄車両いずれも『臨時快速急行』の表示は用意されていなかったため、定期列車同様に『快速急行』または『快急』と表示して運用した。停車駅は、当時の土曜・休日における定期列車の快速急行と同一（芦屋駅にも停車）であった。以降、新型コロナ感染症が流行する前まで継続されたが、2020年以降はいずれも開催休止となったため運行されていない。
このほか、平日ダイヤでは初めての臨時快速急行として、天理教教祖誕生祭に合わせて、2011年4月18日に神戸三宮8時53分発天理行きが1本運転された。この列車は8時50分頃に神戸三宮駅に到着する定期列車の快速急行の折り返しであり、通常は回送として尼崎車庫へ向かう列車であったが当日は客扱いとした。列車側の方向幕では天理行きの表示がなかったため、種別表示のみの「快速急行」とし、正面に「大阪難波経由天理行」と書かれたヘッドマークが取り付けられた。駅の案内表示では「快速急行 難 波」とし、「難波から臨時急行天理行きになります」の注意表示が併記されていた。2012年以降も、この神戸三宮8時53分発天理行き臨時快速急行は継続して運転され、天理教の月次祭（毎月26日）に合わせ、毎年3月から年内にかけての毎月26日のみ、当日が平日ダイヤ適用日である場合に限り運転された（当日が土曜・休日ダイヤ適用日の場合は運転せず）。また2011年同様、特製ヘッドマークを装着している。なお、この神戸三宮8時53分発は2016年3月のダイヤ改正で定期列車化され、快速急行大和西大寺行きとして運転されているほか、平日の天理教祭典日に限り大和西大寺駅から天理行き臨時急行に変更して天理駅まで延長運転する「天理臨」も継続された（専用のヘッドマークも用意）。さらに、この列車は2021年7月3日の近鉄のダイヤ変更により大和西大寺駅から天理行き急行に変更して天理駅まで運転されるようになり、天理教祭典日に限り専用のヘッドマークを装着して運行されている。

#### 臨時急行
臨時急行は、臨時特急や臨時快速急行と同じように、阪神甲子園球場でのイベント開催日のほか、神戸ルミナリエやみなとこうべ海上花火大会、十日えびすといった沿線での大きなイベント開催時の土曜・休日にも運転される。甲子園駅を境に、臨時特急が大阪梅田方面のみに運転されるのに対し、臨時急行は神戸三宮方面のみに運転される。停車駅は、大阪梅田駅 - 西宮駅間は定期の急行と同じで、西宮駅 - 神戸三宮駅間は直通特急・特急と同じである。
阪神甲子園球場でのイベント開催日には、イベント終了後に甲子園発神戸三宮行きが運転されることがある。なお、この神戸三宮行きは定期列車の運転区間延長ではなく、臨時特急と同じく定期列車とは別立てでの運行（尼崎車庫から当駅までは回送）である。また、既に「急行」の節で述べた通り、球場でのイベントが土曜・休日のプロ野球のナイター試合であった場合、線路容量の関係で試合終了前後の定期の大阪梅田駅 - 甲子園駅間の急行を延長して西宮駅発着としている。
一方、神戸ルミナリエなどほかの沿線での大きなイベント開催時の土曜・休日の夜間に運転される臨時急行は、大阪梅田駅 - 甲子園駅間の急行を、神戸三宮駅発または西宮駅発着として延長した区間が臨時急行として運転される。ただ、神戸三宮駅発は、臨時快速急行と同様に2020年以降は設定されていない。
大阪梅田発西宮行きは、大阪梅田駅から西宮駅までそのまま『急行』として運転される。一方、神戸三宮発に関しては、2009年3月のダイヤ改正までは、梅田駅 - 三宮駅間で定期運行されていた急行の停車駅から大石駅を抜いた駅（西宮駅以西は芦屋駅・青木駅・御影駅・岩屋駅）に停車していたが、同改正で西宮駅以西における急行の定期運行は無くなったため、現在は大阪梅田駅 - 西宮駅間は定期の急行、西宮駅 - 神戸三宮駅間は定期の特急の停車駅（芦屋駅・魚崎駅・御影駅）に停車する形で運行されている。神戸三宮発または西宮発は、甲子園駅（定期運行時の始発駅）到着直前に、列車の方向幕はそれまでの『臨急 梅 田』から『急行 梅 田』（LED表示車は『臨急 大阪梅田』から『急行 大阪梅田』）へと変更される。また、甲子園駅では定期列車と同じく直通特急・特急の発車後の出発であるため、甲子園駅までは先着するものの、尼崎駅・大阪梅田駅へは後続の直通特急・特急が先着する。
かつて、2009年3月ダイヤ改正から2012年3月ダイヤ改正までは、土曜・休日の夕方の梅田駅 - 尼崎駅間の急行（尼崎駅で快速急行と接続）は、引上げ線の容量の都合から尼崎駅で折り返さず、回送列車として甲子園駅まで送り込まれた上で同駅構内の引き上げ線で折り返していた。特に阪神甲子園球場での催事がある日に限り、この折り返し回送列車のうち一部を客扱いさせた上で尼崎駅まで臨時急行として運行させることがあった（下の画像参照）。この臨時急行は、尼崎駅から先は定期の急行として運用されるが、甲子園駅 → 尼崎駅間は元々回送列車のスジをそのまま利用していたため、武庫川駅は通過した。また、尼崎駅到着直前に、列車の方向幕はそれまでの『臨急 梅田』から『急行 梅田』へと変更した。
このほか、2015年の夏の高校野球開催期間中には、前もって早朝から混雑が予想された特定の日に限り、朝5時台から6時台にかけて梅田発甲子園行きの臨時急行を例外的に増発した。2016年も同様に、公式ウェブサイトでは夏の大会開催期間中の当日が準決勝戦・決勝戦である日を除く土曜・日曜・祝日に限り朝6時台に梅田発甲子園行きを2本増発するとアナウンスされたが、実際には15日以降も閉幕まで平日でも主に朝5時台に増発が行われた。2017年からコロナ禍となる直前までの2019年にかけても、開催期間中はお盆休みの土曜・休日ダイヤ運転日を中心に始発前の4時58分から6時25分までの間に6本の増発が行われた。なお、この梅田発甲子園行きの臨時急行は、列車・駅での表示はともに『臨急』とせず『急行』として運行した。2020年以降は高校野球でも指定席が設けられたこともあり、早朝の臨時急行についても運行されていない。

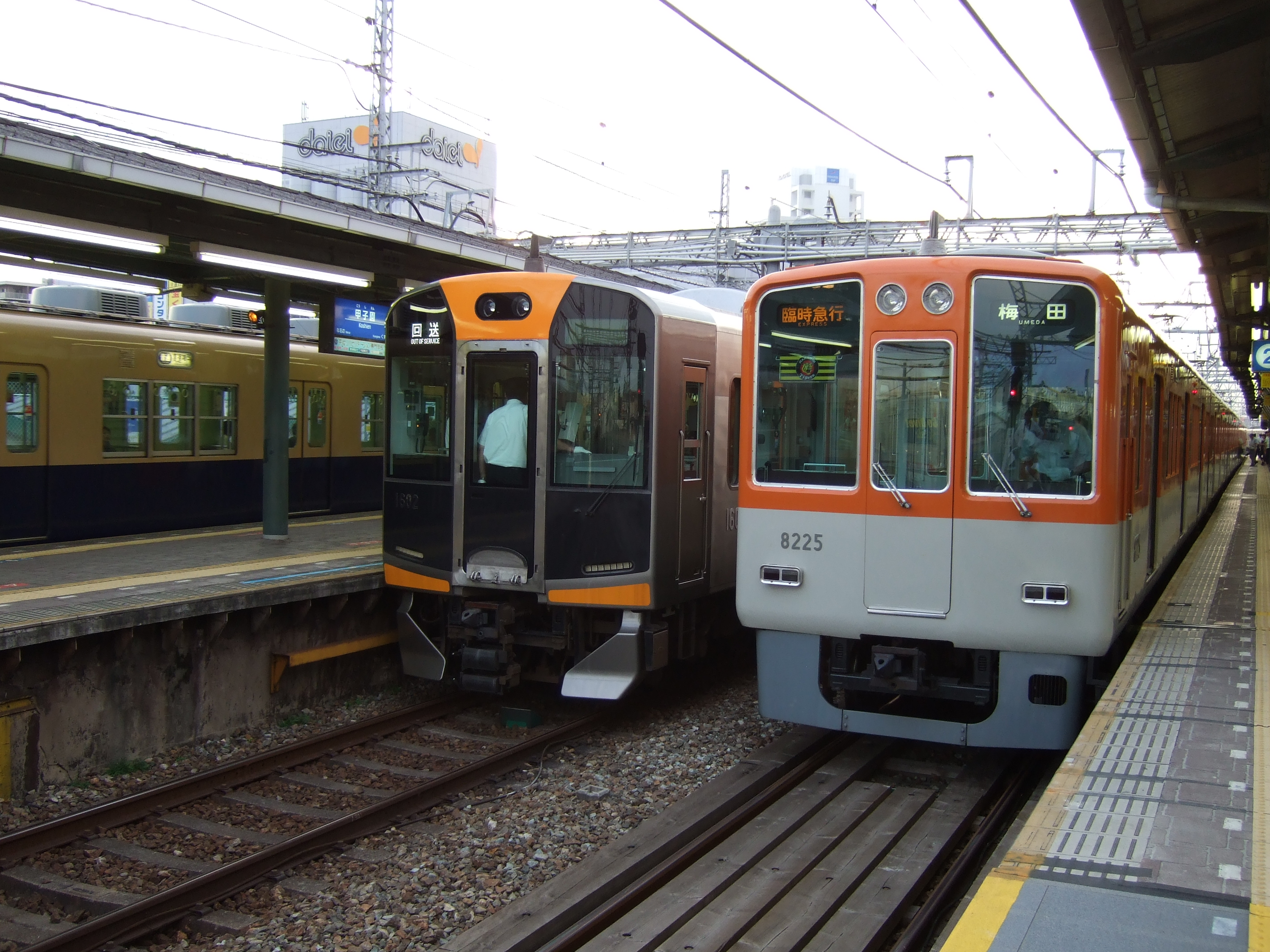
かつてあった、休日夕方の臨時急行梅田行き（甲子園駅）
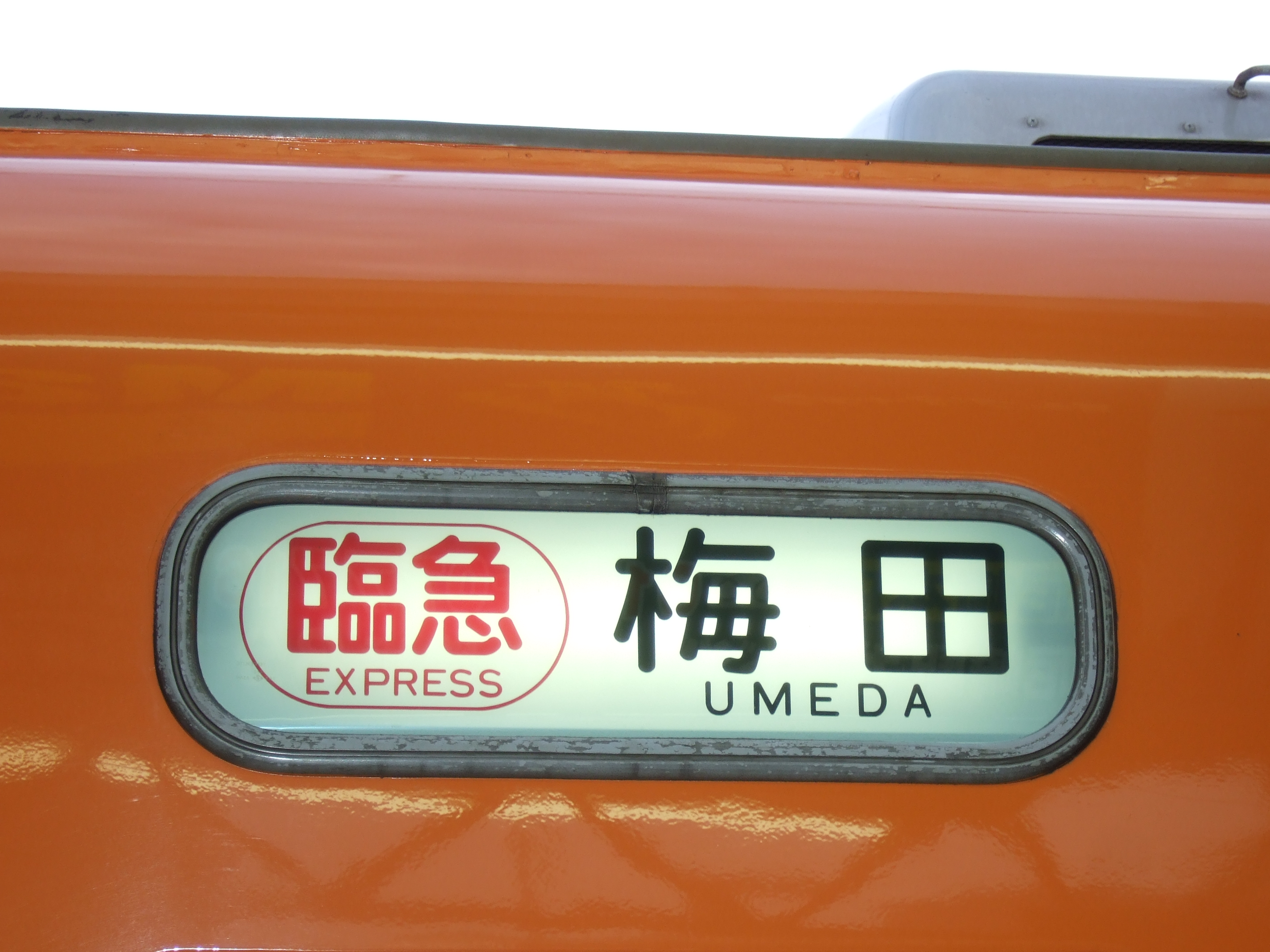
同列車の車体側面の方向幕（甲子園駅）
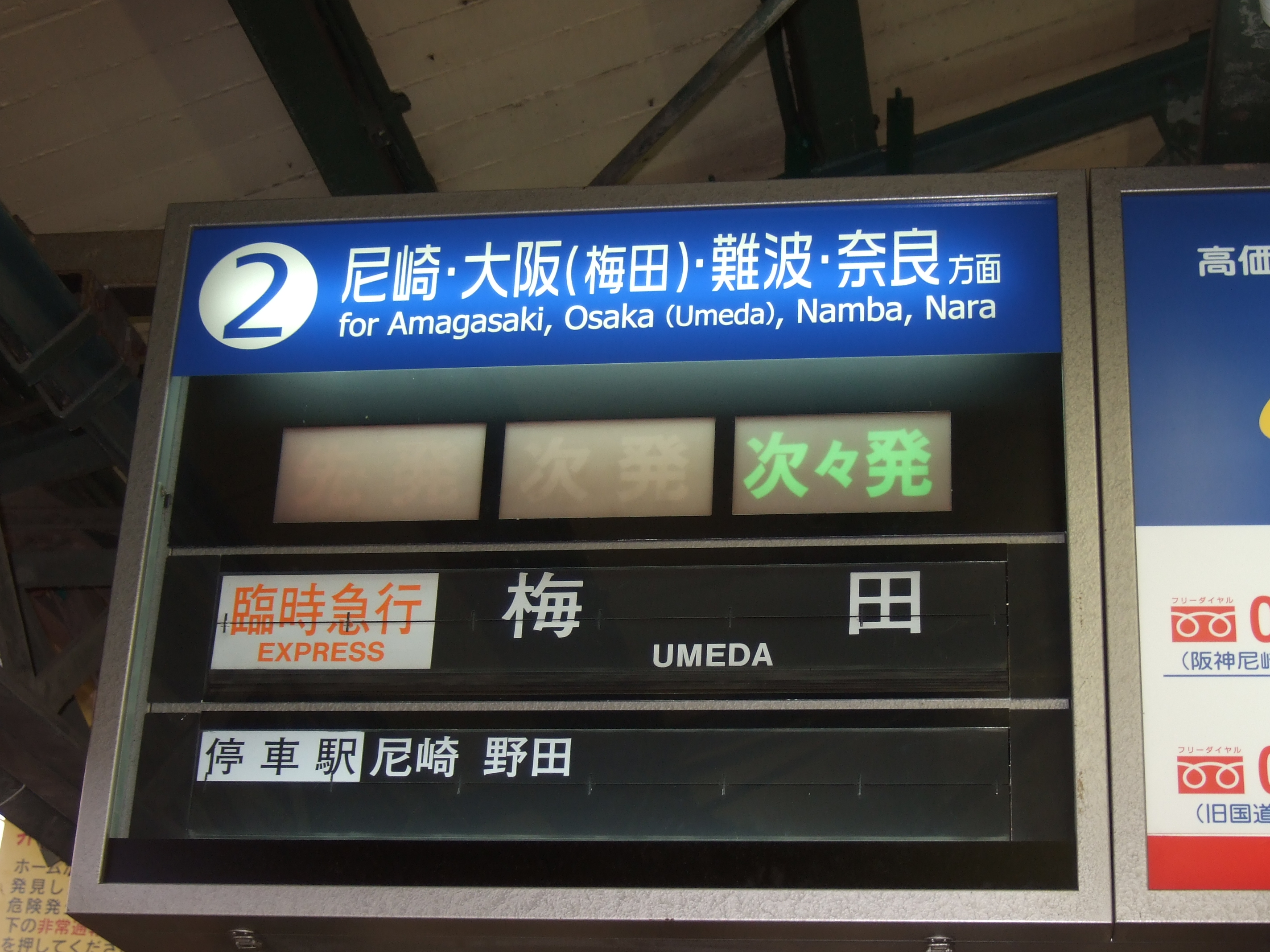
甲子園駅2番ホームにあった反転フラップ式発車標（現存せず）。武庫川駅は通過扱い
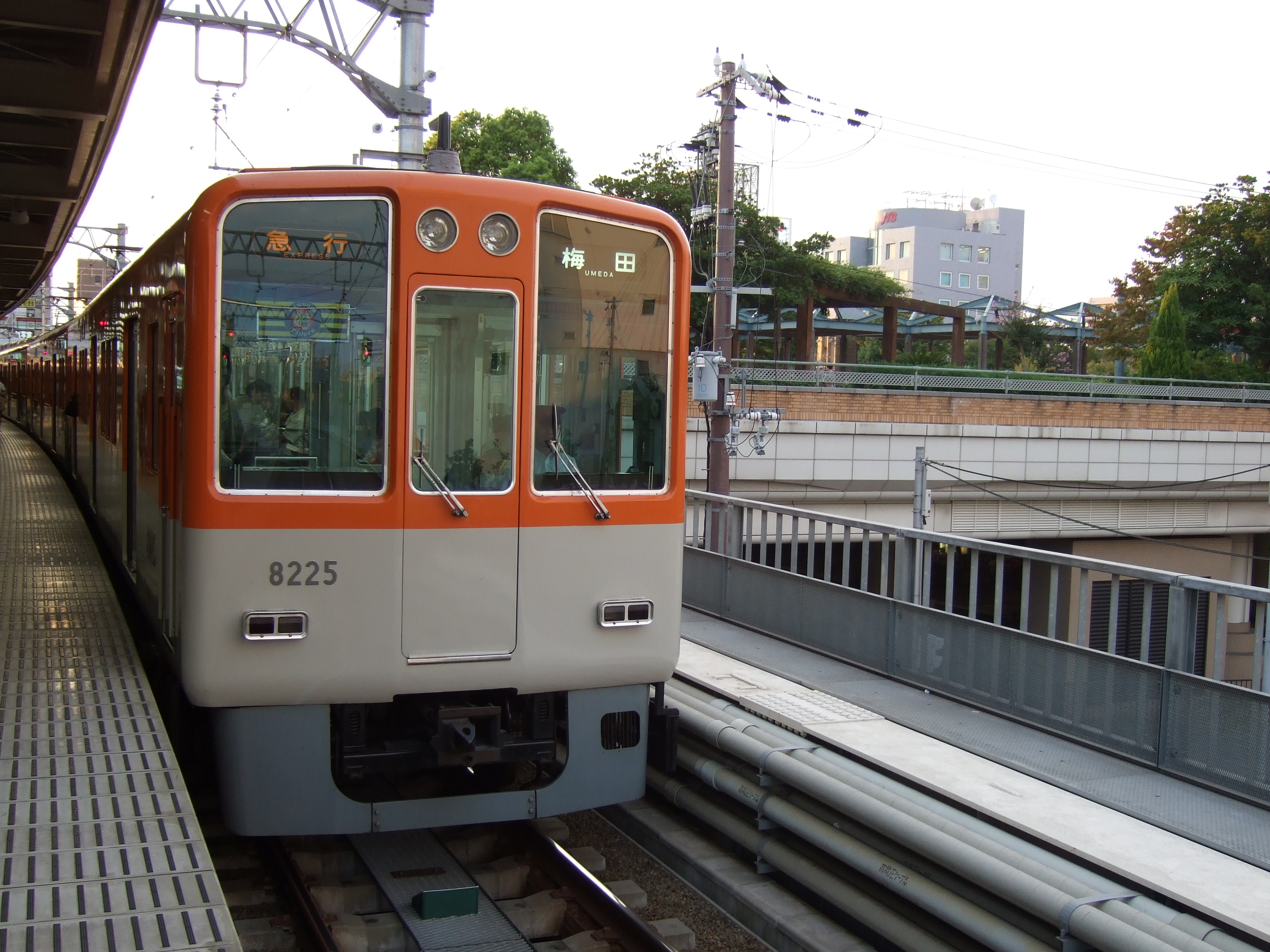
尼崎駅到着後の同列車は、急行梅田行きに変更（尼崎駅）
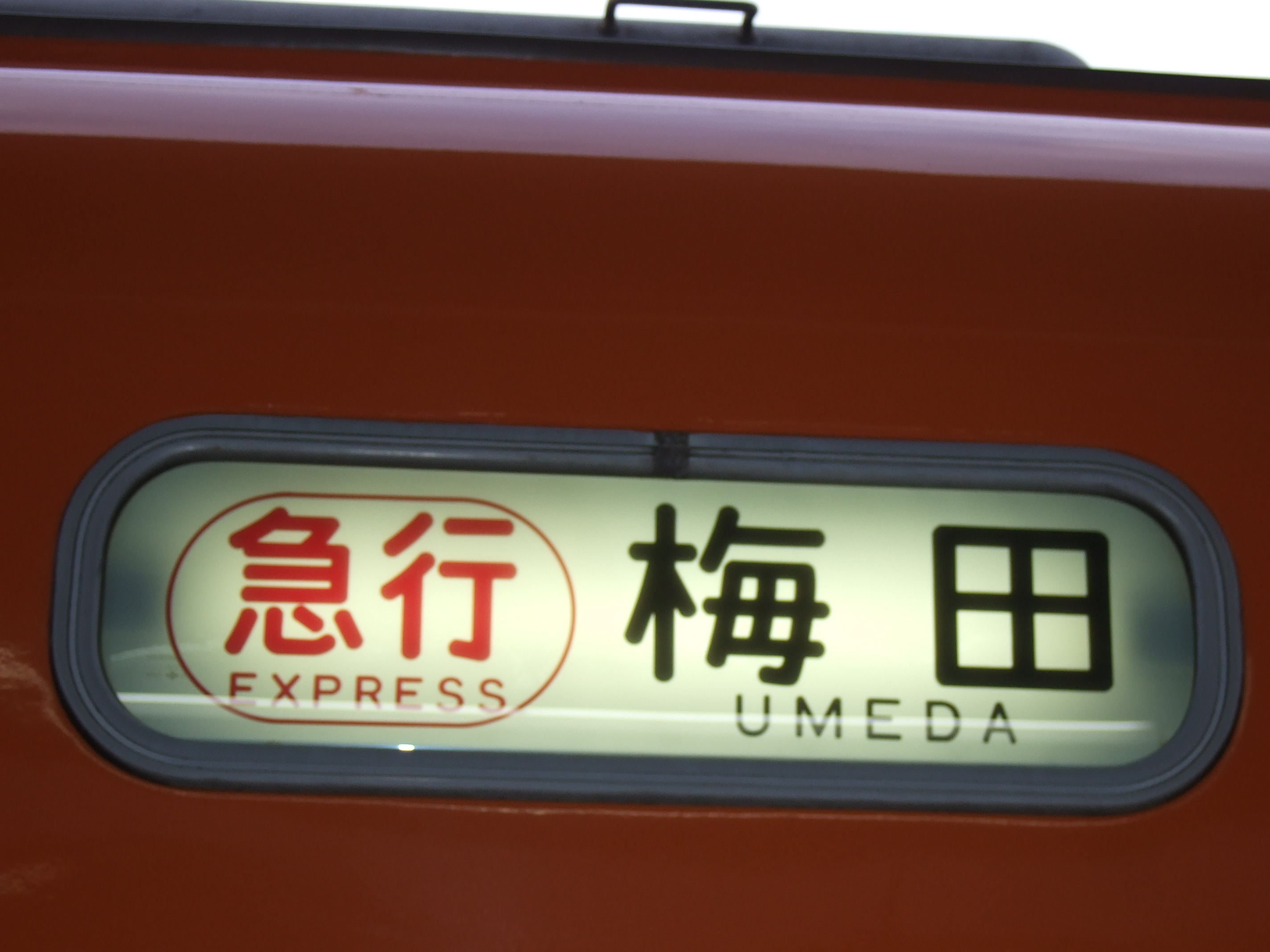
同列車の車体側面の方向幕（尼崎駅）

#### らくやんライナー
阪神では初となる、有料座席定員制列車。『夜間有料臨時列車（らくやんライナー）』と称する。
2022年12月23日と2023年1月6日・13日・20日（いずれも金曜日）に、大阪梅田発青木行き臨時列車として、大阪梅田駅20:19発（1号）、21:43発（3号）の計2本を試験運行した。停車駅は野田・尼崎・武庫川・甲子園・西宮・香櫨園・打出・芦屋の各駅で、うち大阪梅田駅と野田駅のみ乗車専用とし、尼崎駅以遠の停車駅は全て降車専用とした。1号は千船駅に運転停車し（通過扱い）、3号は尼崎駅にて直通特急に追い抜かれるダイヤであった。終着の青木駅には4番線に入線し、3番線を特急列車（1号は姫路行き直通特急、3号は高速神戸行き特急）が通過したのちに引き込み線に入り、1番線を経由して回送で折り返した（1号はそのまま大阪梅田駅まで回送され、駅到着後に改めて3号として運用された。3号は尼崎車庫まで回送）。車両は各日とも9300系を使用。定員は各車両とも30名で1列車180名（うち大阪梅田駅で150名、野田駅で30名の発売枠をそれぞれ設定）とし、必ず着席できるようにした。なお、神戸三宮寄り先頭車である6号車は野田駅乗車客専用とし、大阪梅田駅では1 - 5号車のみ乗車可能（但し車両間の移動は禁止）とした。乗車整理券は1乗車200円で支払いは現金のみとし、大阪梅田駅では1番ホームで乗車前に係員が、野田駅では発車後に車内で乗務員が、それぞれ料金を徴収した。駅の発車標や車両では『貸切』と表示し（駅では発車時刻も表示。先頭車両には『らくやんライナー』の副標も掲出）、ドアは各車両とも最後尾（大阪梅田寄り）のみ開閉させ、各車両に1名ずつ開閉ドア付近に乗務員を配置した。なお、運行初日であった2022年12月23日は、1号では早くから乗車希望の行列ができたため当初発車10分前からとしていた乗車整理券の発売を急遽繰り上げ20:00前から発売した。さらに今後に向けた参考とするため、乗車整理券裏面の二次元コードを読み取るかたちで利用客へのアンケートを実施したが、らくやんライナーとしての運行はこの時のみで以降は運転されていない。
2027年度に導入する新型車両（3000系）において、編成中の1両で座席指定サービスを実施することを発表した（名称や運行区間、料金などは未定）。

## 使用車両

### 現在の車両
自社車両は7形式、他社車両は11形式 （臨時の場合は12形式）、定期運行に限れば合計18形式、臨時を含めて合計19形式であり、日本一乗り入れ車両が多い鉄道路線になる。

#### 自社車両
優等列車用

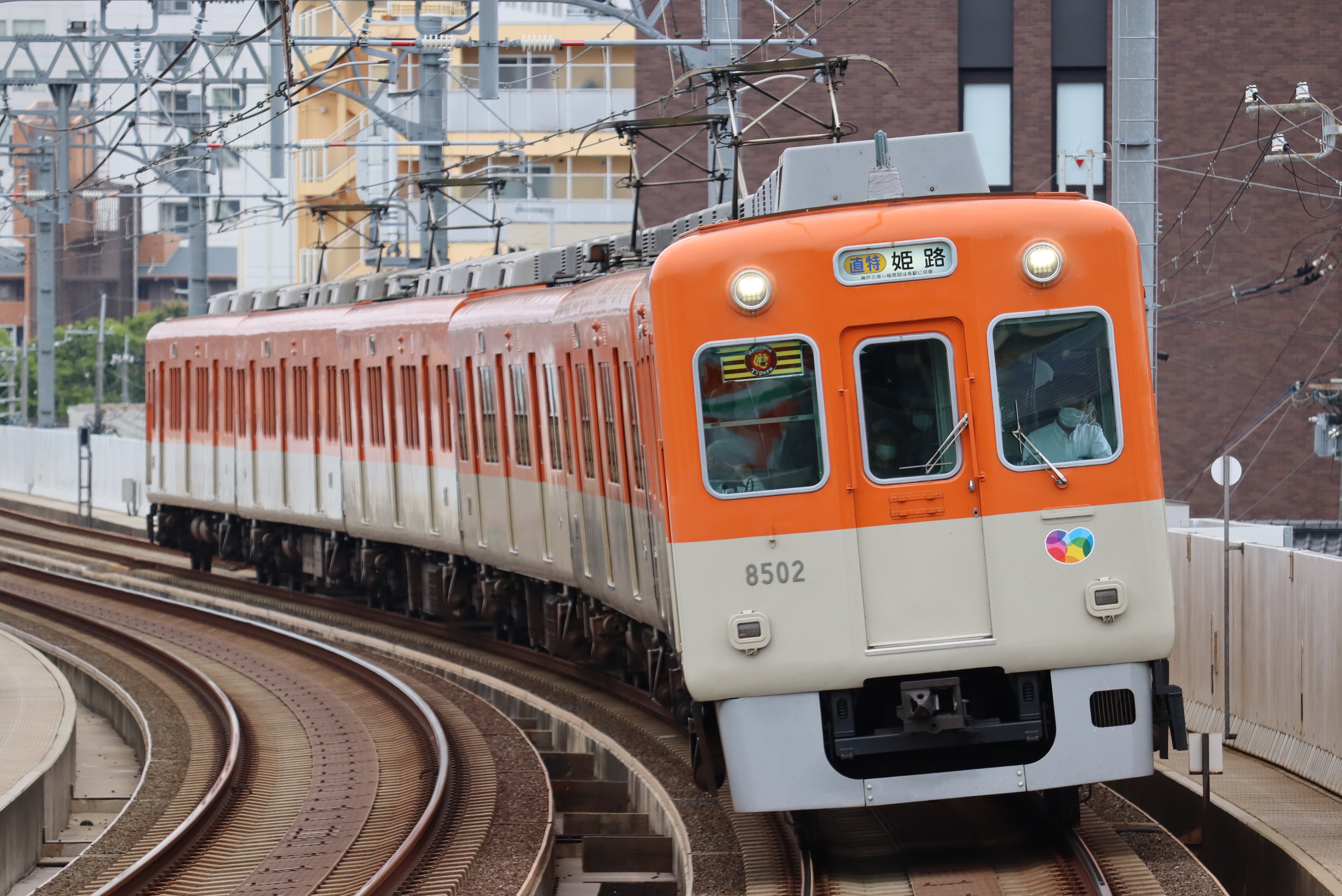
8000系
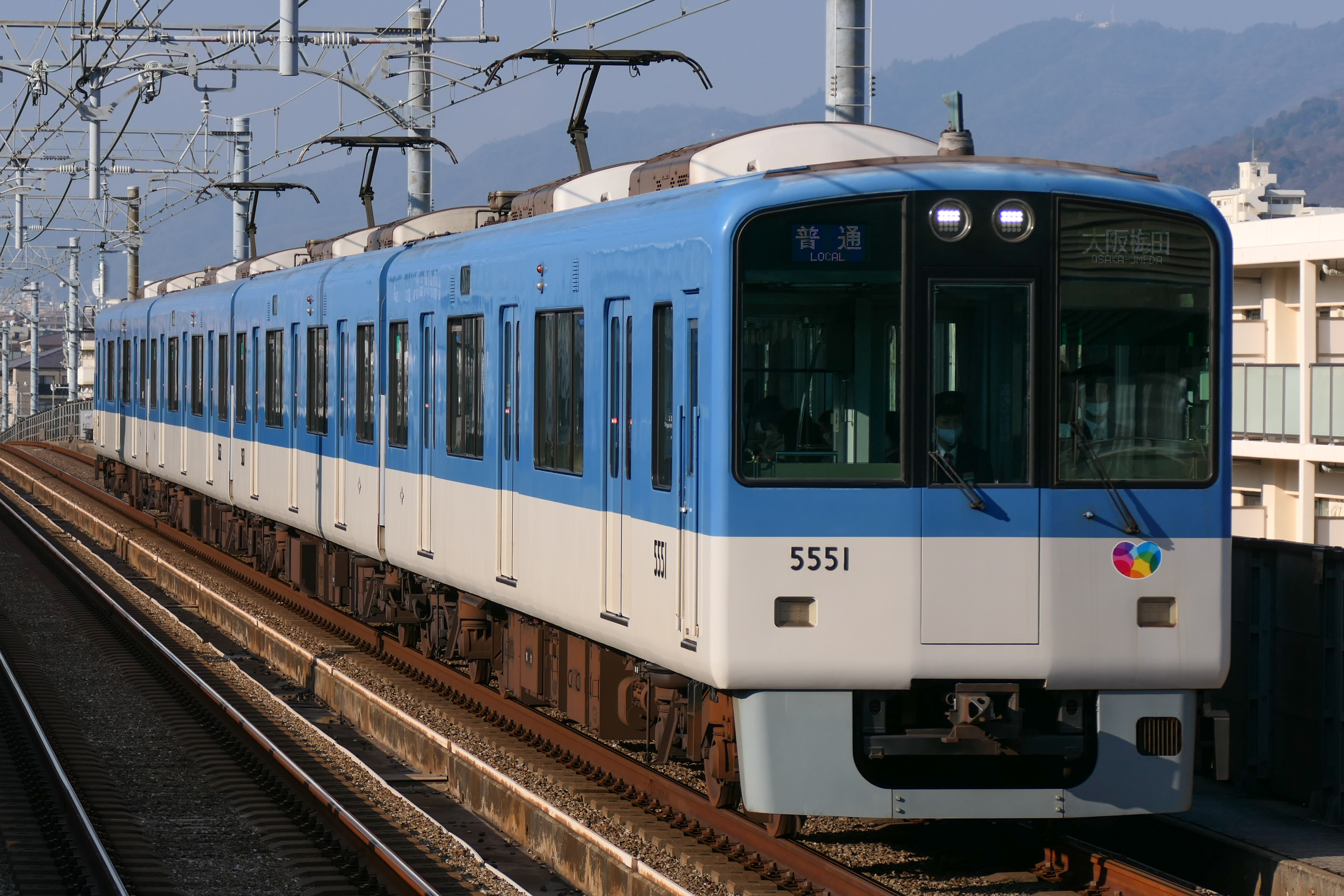
5550系

- 9000系
- 9300系
- 1000系

普通列車用
- 5500系
- 5550系
- 5700系

- 8000系
- 5550系

#### 山陽電気鉄道

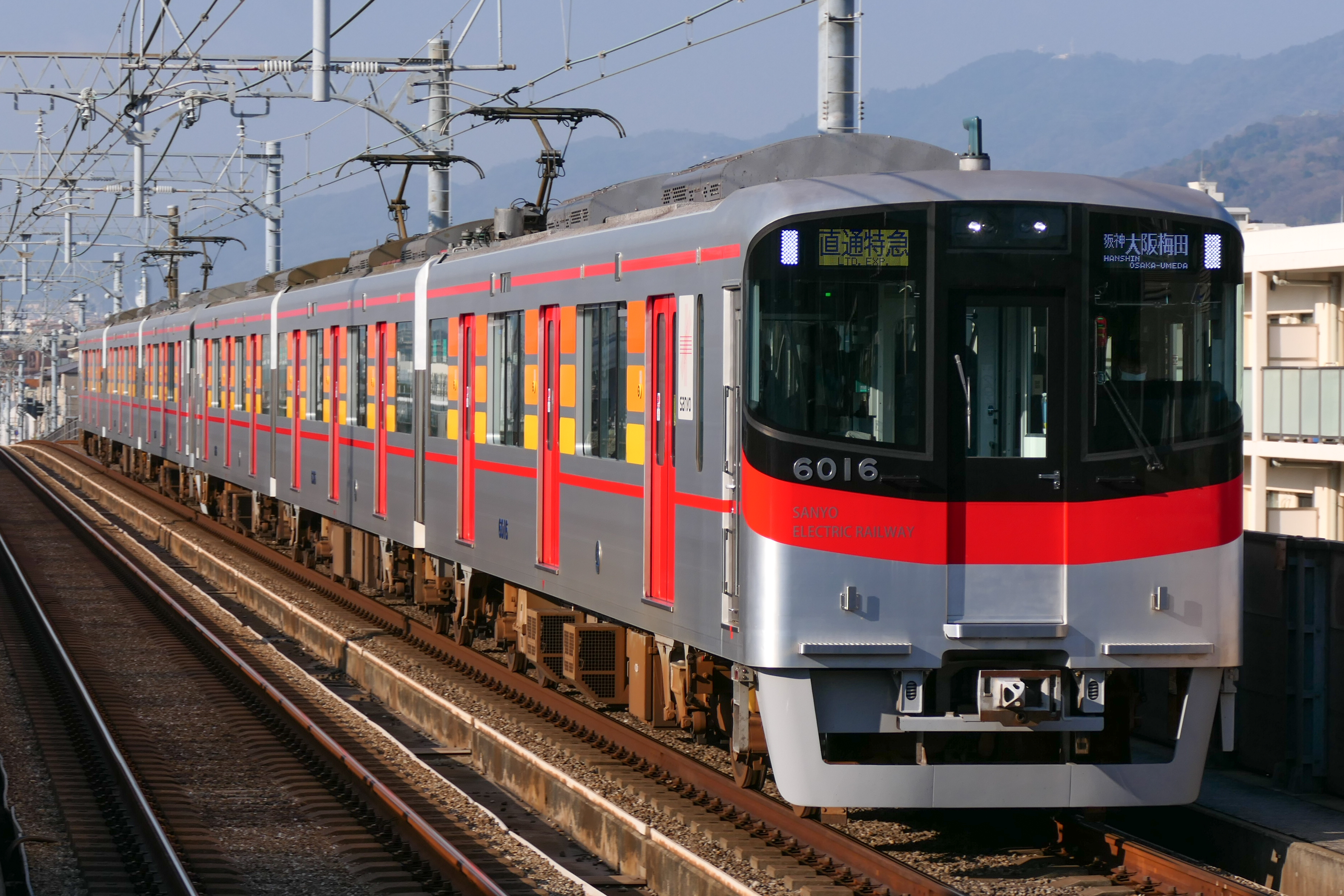
山陽電鉄6000系

全車両とも原則として大物以東（阪神なんば線・近鉄線）への乗り入れは行わない。当線では直通特急や特急、S特急、山陽普通で運用される。
- 3000系
- 3050系
- 5000系
- 5030系
- 6000系

#### 近畿日本鉄道

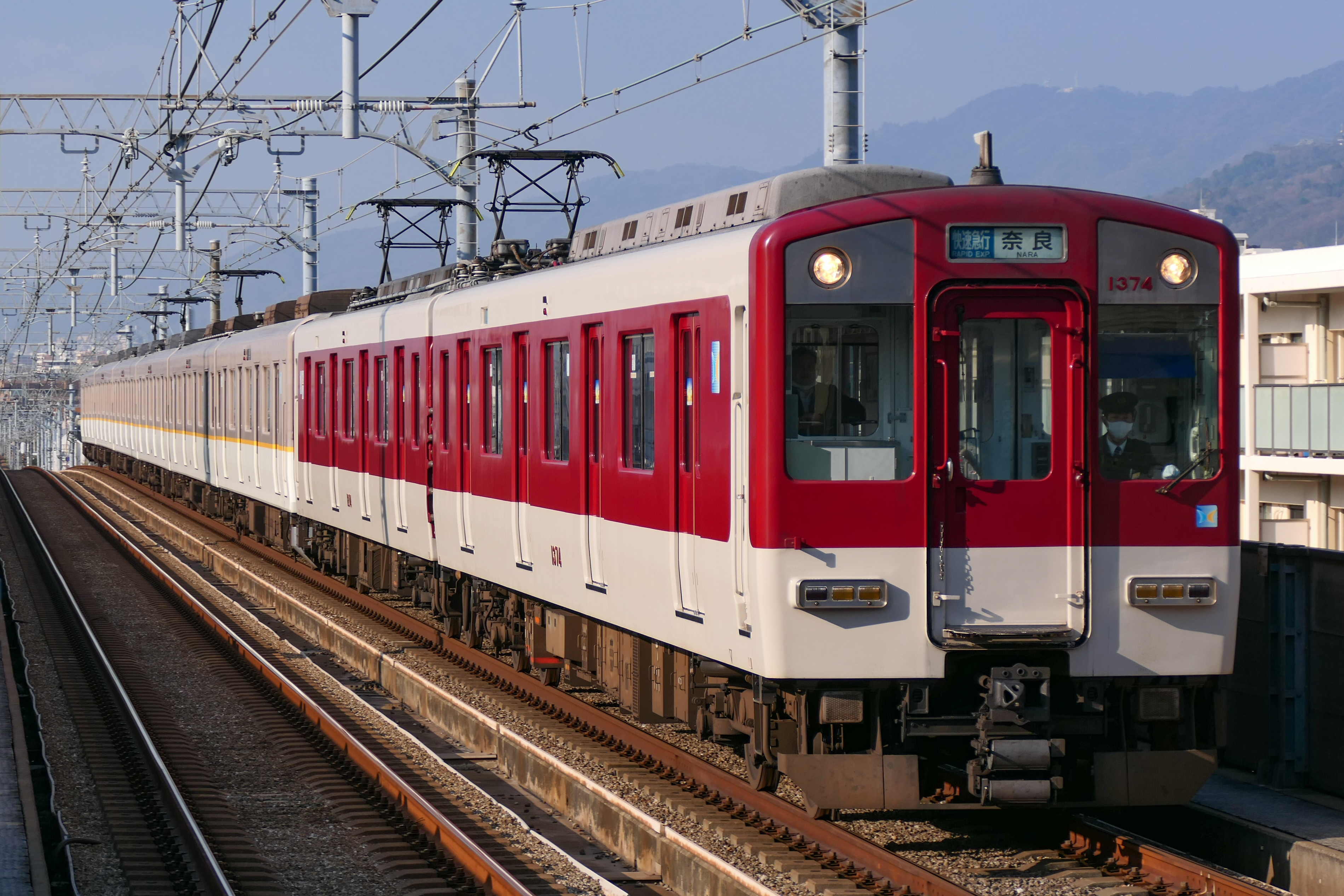
近鉄1252系

全車両とも原則として大物以東（本線大阪梅田駅方面）と神戸三宮以西（元町駅および神戸高速線・山陽電鉄線）への乗り入れは行わない。当線では22600系は団体臨時列車、他は全て快速急行で運用される。
- 9020系・9820系
- 1026系（1026F - 1029F）・1252系（1271F - 1277F）
- 5800系
- 5820系
- 22600系（Ace・特急用車両、当面は団体臨時列車のみ）

### 過去の車両

#### 自社車両
優等列車用
- 2000系
- 8701・8801・8901形
- 3000系
- 3801・3901形
- 7001・7101形
- 7801・7901形
- 3521形
- 7601・7701形
- 3601・3701形
- 3301形・3501形
- 3561・3061形
- 3011形
- 7890・7990形
- 7861・7961形

普通列車用
- 5131形・5331形
- 5311形
- 5261形
- 5231形
- 5151形
- 5101形・5201形
- 5001形（初代）
- 5001形（2代）

小型旧性能車
- 1001形・1101形・1111形・1121形・1141形
- 851形・861形・881形
- 801形・831形
- 601形
- 701形
- 301形・311形・321形・331形・291形
- 51形
- 1形

#### 山陽電気鉄道
- 2000系
- 2700系
- 2300系
- 3200形

## 歴史

### 戦前

#### 開業までの経緯
本線は、当初軌道線（路面電車）として開業した。しかしそれまでの軌道線が市街地交通としての役割しか果たしていなかったのに対し、阪神電気鉄道は都市間交通としての電車に注目し、それを阪神間に投入することにした。
そもそも阪神間には東海道本線がすでに存在するため、それを運営する逓信省鉄道作業局（後、運輸省→国土交通省）から並行路線の私設鉄道法に基づく鉄道敷設免許は下りる見込みは低く、ならば路面電車扱いにして内務省（後、建設省→国土交通省）から認可を取ろうということになり、それも本来軌道なら道路上に敷設しなければならないところ、一部でも路面区間（この場合御影や神戸など）があればいいということで認められたものである。そして阪神電気鉄道に対する認可後、京阪電気鉄道・箕面有馬電気軌道（現在の阪急電鉄）・大阪電気軌道（現在の近畿日本鉄道）・京浜電気鉄道（現在の京浜急行電鉄）・京王電気軌道（現在の京王電鉄）・京成電気軌道（現在の京成電鉄）など、次々とこの類型の形による私鉄会社が誕生することになった。
ルート選定に関しては、東海道本線が阪神間をほぼ周辺集落を無視した直線ルートで敷設したのに対し、乗客獲得のため尼崎や西宮など、梅田街道・中国街道・西国街道沿いの市街地をできるだけ縫うようなものとなった。その結果、同じような条件で敷設された阪急宝塚本線や京阪本線などと同様に曲線区間が多くなり、株式会社をもじって「カーブ式会社」と揶揄される要因ともなった。

#### 開業後の速度違反
1905年（明治38年）4月12日、大阪出入橋駅 - 神戸筒井通駅間で阪神電気鉄道の営業が開始されたが、当時の軌道法では最高速度が8マイル/時(12.9km/h)とされていた所、同社は当時の車両（1形など）に速度計が無いことを利用して大幅にそれを上回る速度違反を行い、開業当初から表定速度20.4km/h で走り大阪出入橋 - 神戸雲井通間を1時間半で結んだ。東海道本線の列車による同区間（大阪駅 - 三ノ宮駅間）の所要時間は50分に対し阪神電気鉄道は60分（最初期は90分）で、国鉄が途中停車3駅なところを32駅も停車するなど利便性が良く、阪神電気鉄道開業後に国鉄のこの区間の乗客が約1/3に減少したという。
なお1911年には軌道法に基づく最高速度が25マイル/時(40km/h)となる（現在も変わらず）が、それでも阪神電気鉄道は当時阪神間所要時間を63分に短縮（表定速度29km/h）していたため、速度違反なのは変わらなかった。しばらく後に「新設軌道」という新しい軌道線区分（軌道線であるものの鉄道線並みの速度が出せる）ができて、ようやく速度違反でなくなった。

#### 輸送力強化と阪急との競合
大正に入って、第一次世界大戦の辺りになると尼崎が工業都市化し、また西宮や芦屋付近は住宅地となって、乗客数は急増した。しかし軌道法に基づき単行運転を強いられた阪神電気鉄道では輸送力強化は容易でなく、苦肉の策として半急行として阪神間を四区間に分割、そのうち一区間を通過する電車を設定した。これによって阪神間58分へのスピードアップが果たされるとともに車両の運用効率が上がり、運転間隔を詰め2割の輸送力強化へつなげることができた。
それでも、抜本的な改革となる増結運転を実施するための交渉は内務省など監督官庁の間で続けられ、1913年に申請を出した後、まず専用軌道区間で、 1921年からは全線での2両運転が許可された。これには大阪府と兵庫県の知事が政府に沿線住民の陳情書を提出するなどの働きかけも行っている。またこれに伴い、1920年には総括制御が可能な301形が投入され、2両運転開始とともに1921年11月7日同線初の急行電車（阪神間56分）も設定されている。
なお、1920年に並行して阪神急行電鉄（阪急）神戸本線が開通し、「速くて空いている阪急電車」のキャッチコピーで梅田駅（現在の大阪梅田駅） - 神戸（上筒井）駅間を50分→25分（1934年7月より）で結ぶようになると、梅田駅 - 三宮駅（現在の神戸三宮駅）間に60分前後を要していた阪神電気鉄道では危機感を強め、線形の関係でスピードアップは容易でなかったものの、1933年（昭和8年）までに併用軌道を廃して全線を専用軌道化して全線を35分で走破する特急の運転を開始（野田駅・尼崎駅・甲子園駅・西宮駅・芦屋駅・御影駅に停車）し、さらには「またずにのれる阪神電車」をキャッチコピーとして電車の頻発運転（4分毎に急行→特急と普通を運転）も行い、対抗した。
また都市間のみならず沿線でも、阪急とは激しい乗客誘致合戦が繰り広げられた。詳しくは阪神急行電鉄#開業後の阪神電気鉄道との対立を参照のこと。

#### 神戸市街の地下線化
路線の専用軌道化を推し進めるに当たり、神戸の併用軌道区間については当初高架線によって解消を計画していたが、市の要請で地下線に変更した。同じ様に高架線での神戸三宮乗り入れを計画していた阪急は、地下線への計画変更に終始反対していて長らく工事に取り掛かることができなかったため、先に市街地への乗り入れを果たすことが競争で優位に立つ要因であると判断し、阪神電気鉄道側は譲歩したと見られている。
1933年に三宮駅への乗り入れを果たした後、阪急の三宮駅乗り入れを控えた1936年には中心地の元町乗り入れを達成し、「大阪の中心から神戸の中心へまたずにのれる」とアピールした。なお、1934年に三宮駅から先の区間の敷設免許を申請した際には、湊川駅まで延伸して山陽電気鉄道と接続する予定であったが、資材と予算の都合もあり、元町駅までを突貫工事で完成させて当面の措置としたといわれている。
なお阪神電気鉄道は、本線の線形の不利を補おうと、第二阪神線なる別線を張り付けでの複々線化も一時は検討していた。その計画は結果的には頓挫したが、一部は伝法線（→西大阪線→阪神なんば線）として開業している。さらに上記の元町駅・湊川駅への延伸も、本来はこの計画の一環として計画されたものであった。
同社はまた、阪神国道（今の国道2号）上に路面電車を敷設する計画が上がった際には、阪急以上の脅威となる可能性を危惧し、積極的に介入を行った。これは1927年に阪神国道電軌として開業し、翌年には阪神へ合併され、同社の国道線となっている（1975年までに全線廃止）。

### 戦後

#### ノンストップ特急の設定
戦後は1954年 - 1963年の一時期にかけて、3011形を使った梅田駅 - 元町駅間を三宮駅のみ停車で27分運転（三宮駅までは25分）という特急も設定したりしている。当時、阪急線で梅田駅 - 三宮駅間を走る特急の所要時間が十三駅、西宮北口駅停車で28分であり、また国電（国鉄電車）の急行電車（1958年から快速電車へ呼称変更）が24分で大阪駅 - 三ノ宮駅間を途中無停車（後に芦屋駅にも停車）で結んでいたので、若干国鉄には劣るものの線形の悪い阪神電鉄線の優等列車が、阪急線のそれを所要時間で凌ぐことになった。
特急は昼間のみ20分間隔で設定されたが、阪神間の途中駅の需要を取り込むため、1960年9月15日改正からは昼間10分間隔に増発される一方で西宮駅、芦屋駅、御影駅にも停車するようになった。1963年2月1日改正より昼間は12分間隔となり、1998年2月15日改正まで35年間続いた。

#### 西大阪線特急
1964年に伝法線が西大阪線と改称され、大阪環状線と接する西九条駅まで延伸されたが、翌1965年には大阪南部から神戸方面への速達効果を狙い、同線との直通列車である「西大阪線特急」が設定された。しかし利用が低迷し、1974年に廃止されている。

#### 神戸高速鉄道・山陽電気鉄道との直通運転
阪神では湊川駅への延伸免許を戦後もしばらく保有していた。昭和30年代に入り神戸市が市電の代替も兼ねて、神戸市に乗り入れる各私鉄を地下線で接続する計画を立て、1958年に神戸高速鉄道を発足させてそれを具体化させると、阪神では前述の延伸免許を失効させる代わりに同社線への直通を行うことが決められた。
1968年に東西線（現：阪神神戸高速線）が開通すると阪神は当初の予定通り、同線ならびにそれを介して山陽電気鉄道本線との直通運転を開始した。
1998年2月の直通特急運転開始までは以下のような運用であった。
- 阪神側の基本的な直通列車は特急・普通であるが、時間帯により急行・準急も直通。行先は高速神戸駅、新開地駅、東須磨駅、須磨浦公園駅で御影駅および三宮駅から各駅停車になるものの、種別表示は変えずそのまま運行していた（これは一部の特急を除いて現在も同じ）。
- 阪神側からは、日中時間帯は特急5本全てが高速神戸駅または新開地駅まで直通し、うち3本（1968年の直通運転開始時点では2本）が須磨浦公園駅まで乗り入れ。
- 山陽電鉄側からは、日中時間帯は1時間に2本が大石駅まで乗り入れ（阪急方面も同様に1時間に2本が六甲駅まで乗り入れ）。山陽側も原則として特急が乗り入れしていたが、時間帯によっては普通が乗り入れることもあった。日中以外の時間帯では三宮駅始発・終着が基本だった。1991年4月改正まで阪神電鉄線内は各駅に停車していたがそれ以降、直通特急運転開始まで山陽からの直通列車は種別に関係なく全て西灘駅を通過するようになった。
- 阪神は6両が最長編成であるため阪急のような編成長の制約はなかった。

1998年2月改正で直通特急が新設され、全面的な相互直通運転が開始されるようになってからは、従来の大石駅乗り入れが普通だけになり、直通特急の増発が行われた2001年3月改正で、山陽からの営業列車による大石駅折り返しは廃止された。

#### 2000年代以降
2001年のダイヤ改正では、直通特急が増発され、沿線の住宅開発やユニバーサル・スタジオ・ジャパン (USJ) のオープンに伴い、全ての直通特急・特急が尼崎駅・魚崎駅に停車するようになった。阪神なんば線開業を目前にした2009年1月下旬ごろから駅名表示板の意匠変更（青地に白抜き文字）や、駅の自動放送、接近・発車メロディの更新が行われた。
2009年3月には阪神なんば線の開業により、三宮から難波、それに近鉄難波線・奈良線を経て奈良方面との相互直通運転が開始され、同時に、三宮駅から阪神なんば線を経由して近鉄奈良駅とを結ぶ優等列車として快速急行が日中毎時3往復新設され、前述の西大阪線特急廃止から約34年と4か月ぶりに西九条駅を経由の優等列車が設定された。その後も阪神間とミナミや近鉄奈良線沿線との間の利用増加に伴い、列車の増発が行われた。さらに、駅のホームを延長し、2020年3月14日より土曜・休日の快速急行は一部列車を除き8両編成で本線に直通するようになった。
2022年12月23日と2023年1月6日・13日・20日（いずれも金曜日）には、阪神では初となる、有料座席定員制列車を試験運行した。『夜間有料臨時列車（らくやんライナー）』と称し、各日とも大阪梅田発青木行き臨時列車を2便運行した。

### 年表
- 1905年（明治38年）
  - 4月12日 出入橋駅 - 神戸駅（初期は神戸雲井通とも案内）間開業。
  - 4月21日 今津駅（現在の久寿川駅。現在の今津駅は当時未開業） - 西宮駅間に西宮東口駅、西宮駅 - 打出駅間に戎駅開業。
  - 5月23日 出屋敷駅 - 武庫川駅（尼崎センタープール前駅は当時未開業）間の蓬川駅廃止。
  - 7月10日 新生田川駅 - 神戸駅間の旭通駅廃止。
- 1906年（明治39年）12月21日 梅田駅 - 出入橋駅間を延伸開業。大阪側の起点が梅田駅となる。
- 1907年（明治40年）
  - 2月20日 西宮駅 - 打出駅（香櫨園駅は当時未開業）間の戎駅廃止。
  - 4月1日 西宮駅 - 打出駅間に香枦園駅開業。
- 1908年（明治41年）
  - 当線を歌った「阪神電車唱歌」作曲。
  - 11月27日 岩屋駅 - 春日野道駅間に脇浜駅開業。
- 1912年（大正元年）11月1日 神戸側終点を雲井通（三宮）から加納町（滝道）まで延伸。加納町（滝道）に滝道駅を設置、従来の神戸駅（神戸雲井通）を三宮駅に改称。滝道駅は三宮駅に代わって「神戸駅」とも呼ばれた。
- 1921年（大正10年）1月5日 大和田駅と佃駅を統合し千船駅開業。
- 1924年（大正13年）8月1日 鳴尾駅 - 今津駅（現在の久寿川駅）間に臨時駅として甲子園駅開業。
- 1925年（大正14年）5月30日 稗島駅を姫島駅に改称。
- 1926年（大正15年）
  - 7月16日 甲子園駅が通年営業となる。
  - 12月19日 今津駅（初代）を久寿川駅と改称し、久寿川駅 - 西宮東口駅間に阪急今津線との接続駅として今津駅（2代目）開業。
- 1927年（昭和2年）7月1日 阪神国道電軌（のちの阪神国道線。1975年廃止）開業に伴い、本線の大石駅 - 岩屋駅間へ国道電軌の接続駅として西灘駅開業。
- 1929年（昭和4年）7月27日 東明駅 - 大石駅間の（旧）新在家駅を廃止。御影駅を高架化により移転。
- 1930年（昭和5年）2月11日 東明駅を（新）新在家駅へ改称。
- 1933年（昭和8年）6月17日 神戸側の地下新線（岩屋駅 - 神戸駅間）開業。岩屋以西を地下線として岩屋駅 - 三宮駅 - 滝道（神戸）駅間地上線の営業廃止。省線三ノ宮駅近くの地下へ新たな神戸側終点となる神戸駅を設置する。同日より梅田駅 - 神戸駅間で特急の運転を開始。
- 1934年（昭和9年）5月1日 岩屋駅 - 神戸駅間に春日野道駅開業（なお、地下新線開業前の旧線にも同名駅が存在した）。
- 1936年（昭和11年）3月18日 神戸側終点を元町駅まで延伸。同時に神戸駅を三宮駅へ改称。
- 1938年（昭和13年）7月5日 阪神大水害により、神戸市内の地下線が土砂で埋まるなど、甚大な被害を受ける。
- 1939年（昭和14年）3月21日 梅田駅地下化。0.3km延長。
- 1943年（昭和18年）11月21日 武庫川信号場新設。
- 1945年（昭和20年）
  - 福島駅休止。
  - 3月28日 戦禍により三宮駅 - 元町駅間営業休止[注 44]。
  - 6月25日 戦時臨時運転（急行の運転を中止し、普通のみとする）を実施。
  - 11月3日 三宮駅 - 元町駅間営業再開（下り線のみ）。
  - 12月30日 急行運転を再開（戦後の電鉄界では日本初）。
- 1946年（昭和21年）3月1日 三宮駅 - 元町駅間、上り線の営業再開。梅田駅 - 元町駅間直通運転再開。
- 1948年（昭和23年）10月26日 福島駅営業再開。梅田駅 - 福島駅間の出入橋駅廃止。
- 1952年（昭和27年）9月14日 出屋敷駅 - 武庫川駅間に（臨）尼崎センタープール前駅開業。
- 1954年（昭和29年）9月15日 3011系による、阪神間をノンストップで結ぶ特急の運転を開始。
- 1961年（昭和36年）12月8日 野田高架線建設工事が完成、野田駅高架化。
- 1963年（昭和38年）12月1日 昼間の運転間隔を10分から12分に変更。尼崎センタープール前駅が通年営業となる。
- 1964年（昭和39年）4月10日 尼崎駅高架化。
- 1965年（昭和40年）9月15日 西大阪線（現在の阪神なんば線）に直通する西大阪線特急を元町駅 - 西九条駅間で運転開始。
- 1967年（昭和42年）
  - 7月2日 石屋川駅 - 西灘駅間を直線化・高架化。新在家駅と大石駅を移転。新在家車庫（旧・東明車庫）を廃止し石屋川車庫を開設。
  - 11月12日 架線電圧を600Vから1500Vに昇圧。
- 1968年（昭和43年）
  - 3月17日 ATS設置。
  - 3月20日 神戸高速鉄道・山陽電気鉄道との直通運転を開始（元町駅より西は回送扱い）。西大阪線特急の神戸側発着駅を元町駅から三宮駅に変更。
  - 4月7日 神戸高速鉄道・山陽電気鉄道との直通営業運転を開始。
  - 4月18日 石屋川車庫（初代）が完成。
- 1969年（昭和44年）3月31日 新淀川橋梁が完成、線路付け替え。野田駅 - 姫島駅間高架化。
- 1970年（昭和45年）
  - 9月21日 武庫川駅 - 尼崎センタープール前駅間高架化。
  - 11月24日 特急、急行の一部で6両運転開始。
- 1971年（昭和46年）
  - 4月1日 全車両に列車種類選別装置を設置、使用開始。
  - 6月7日 全踏切道の自動化完了。
  - 8月3日 全駅に自動券売機（一部の駅は単能式のみ）、光学式乗車券印刷発行機を設置完了。
- 1972年（昭和47年）10月10日 全踏切道（車両通行禁止の踏切を除く）に踏切障害物検知装置の設置完了。
- 1973年（昭和48年）11月26日 特急、夜間を除く急行の全列車6両連結運転開始。
- 1974年（昭和49年）12月1日 西大阪線特急を利用低迷から廃止。
- 1977年（昭和52年）12月27日 全線を軌道法に基づく軌道から地方鉄道法に基づく鉄道に変更。
- 1978年（昭和53年）6月10日 大物駅 - 姫島駅間を高架化。
- 1983年（昭和58年）1月15日 甲子園駅 - 久寿川間の下り線を高架化[53]。
- 1984年（昭和59年）
  - 3月31日 甲子園駅 - 久寿川駅間を高架化[54]。
  - 7月16日 梅田駅 - 野田駅間の地下化工事が着工される[55]。
- 1991年（平成3年）7月28日 尼崎駅 - 武庫川駅の下り線が高架化[56][57]
- 1993年（平成5年）9月5日 梅田駅 - 野田駅間を地下新線に切り替え[58][59]。福島駅地下化[58][59]。
- 1994年（平成6年）1月23日 尼崎駅 - 武庫川駅間の上り線が高架線に切り替えられ、上下線が高架化される[57][59]。
- 1995年（平成7年）
  - 1月17日 兵庫県南部地震（阪神・淡路大震災）で甚大な被害を受け全線が不通となる[60]。
  - 1月18日 梅田駅 - 甲子園駅間が復旧し開通[60]。
  - 1月26日 甲子園駅 - 青木駅間が復旧し開通[61]。
  - 2月1日 三宮駅 - 元町駅間が復旧し開通（運転区間は高速神戸駅まで）[62]。
  - 2月7日 震災で御影駅で脱線した列車を尼崎車庫に回送中、尼崎駅構内のポイントで12両中前から6両目から9両目の計4両が脱線[63]。始発から正午まで全線で大幅運休[63]。
    - 事故列車は御影駅構内で震災により被災した8000系6両編成2本を繋いだ12両で、自力走行できない6両(8219F)を前の6両(8215F)に連結し、当日未明に御影駅から修理のため尼崎車庫まで10km/hで回送していたが、後部車両の台車の空気バネが破損していたこと、さらに制動に使用する空気を圧縮するコンプレッサーも使用できなかった[64]。そのためポイント通過中に車両が異常動揺を起こし脱線した。結局、後部車両はクレーンで撤去され午前10時まで電車の出庫ができなかった。

  - 2月11日 青木駅 - 御影駅間が復旧し開通[62]。
  - 2月20日 岩屋駅 - 三宮駅間が復旧し開通[62]。
  - 3月1日 西灘駅 - 岩屋駅間が復旧し開通[62]。
  - 6月26日 御影駅 - 西灘駅間が復旧し全線開通[62]。
    - ただし、この段階では神戸高速鉄道・山陽電気鉄道が全線復旧を果たしておらず、山陽の車両が3本程新開地以東に閉じ込められていた。これらの車両は神戸高速鉄道東西線の高速長田駅 - 新開地駅が復旧する8月13日まで、大石駅・六甲駅（阪急神戸本線） - 新開地駅の運転に充当された。

  - 11月 堀切信号場新設。
- 1996年（平成8年）3月20日 石屋川車庫が再建され完全復旧[65]。
- 1998年（平成10年）2月15日 梅田駅 - 山陽姫路駅間に直通特急「姫路ライナー」・「大阪ライナー」を運転開始。昼間の快速急行が梅田駅 - 西宮駅（土曜・休日は甲子園駅）間の急行に差し替えられる[66]。
- 2001年（平成13年）
  - 2月17日 住吉 - 魚崎の上り線が高架線に切り替えられる[67]。
  - 3月3日 戦後に略字表記となっていた香枦園駅を旧字体を用いた香櫨園駅に改称[67]。西宮駅を200m東側（大阪梅田寄り）に移設・高架化したことに伴い、今津駅 - 西宮駅間の西宮東口駅を統合廃止。
  - 3月10日 西宮駅の高架工事が完成する。直通特急を尼崎駅・魚崎駅終日停車とし、昼間には西元町駅・大開駅にも停車する列車も新設される[68]。区間急行の種別廃止。
- 2002年（平成14年）11月9日 住吉 - 魚崎の下り線が高架線に切り替えになり、上下線が高架化[69][70]。
- 2006年（平成18年）10月28日 下り準急の甲子園駅以西運転取りやめ、区間急行種別復活、山陽姫路行き直通特急の最終便の発車時刻の繰り下げ（23:00発）などを実施。
- 2009年（平成21年）3月20日 阪神なんば線（旧：西大阪線）西九条駅 - 大阪難波駅間開業に伴い、本線と阪神なんば線・近鉄難波線・奈良線相互間で直通運転を開始。同時に本線の快速急行は梅田駅 - 尼崎駅間の運転を、急行は西宮駅 - 三宮駅間の運転を休止し、快速急行はなんば線直通列車用の種別となる。また準急種別はなんば線内の運用に限定し、本線での運転を休止。
- 2012年（平成24年）3月20日 快速急行の運転区間を神戸高速線新開地駅まで拡大（土曜・休日上りのみ）。三宮駅発着の快速急行を夜間に1本増発（尼崎駅始発を延長）。区間特急の停車駅に野田を追加（停車は翌21日以降）。
- 2014年（平成26年）4月1日 三宮駅を神戸三宮駅に改称、全駅に駅ナンバリングを導入[71]。
- 2015年（平成27年）
  - 3月14日 武庫川駅 - 甲子園駅間の下り線が高架化。鳴尾駅ホーム（下り線のみ）が高架化[72]。
  - 12月12日 魚崎駅 - 芦屋駅間の下り線が高架化[73][74][75]。
- 2016年（平成28年）
  - 3月19日 区間特急を御影発とし停車駅に魚崎駅・尼崎駅を追加[21]。
- 2017年（平成29年）3月18日 武庫川駅 - 甲子園駅間の上り線が高架化[76]。
- 2019年（令和元年）
  - 10月1日 梅田駅を大阪梅田駅に、鳴尾駅を鳴尾・武庫川女子大前駅に、それぞれ改称[77]。
  - 11月30日 魚崎駅 - 芦屋駅間の上り線が高架化[14]。
- 2020年（令和2年）
  - 3月14日 ダイヤ改正。快速急行は平日日中も今津駅に停車、土曜・休日に8両編成での運行開始、芦屋駅を土曜・休日のみ通過に変更。青木発の区間急行が設定され、停車駅に青木駅・芦屋駅・西宮駅・今津駅を追加[25]。
- 2022年（令和4年）
  - 12月17日 ダイヤ改正。快速急行を平日日中毎時2本に減便し、夕方以降も8両編成での運行に変更。深夜時間帯を減便し、終電を繰り上げ。
  - 12月23日 初の有料座席定員制列車『らくやんライナー』を運行開始（2023年1月20日まで。平日ダイヤで運行する金曜日のみ）[47]。

## 駅一覧
凡例
●：停車、▲：一部通過、△：臨時停車の場合あり。
｜・↓・↑：通過、↓・↑片方向のみ運転
普通：全駅に停車（表中省略）。S特急は当線内では神戸三宮駅 - 元町駅で運転され、両駅に停車する。
区間特急：平日朝に大阪梅田行きのみ運転、区間急行：平日朝のみ運転、快速急行：神戸三宮発着。
#印のある駅は列車待避可能駅
駅番号は2014年4月より導入。
| 駅番号          | 駅名                    | 駅間 キロ       | 営業 キロ       | 区間急行 | 急行 | 快速急行 | 快速急行 | 区間特急 | 特急 | 直通特急 | 接続路線・備考 | 所在地 | 所在地 | 所在地 |
| --------------- | ----------------------- | --------------- | --------------- | --- | --- | --- | --- | --- | --- | --- | --- | --- | --- | --- |
| 駅番号          | 駅名                    | 駅間 キロ       | 営業 キロ       | 区間急行 | 急行 | 他時間帯 | 平日朝 | 区間特急 | 特急 | 直通特急 | 接続路線・備考 | 所在地 | 所在地 | 所在地 |
| HS 01           | 大阪梅田駅              | -               | 0.0             | ● | ● | 阪神なんば線経由近鉄線直通 | 阪神なんば線経由近鉄線直通 | ● | ● | ● | 阪急電鉄： 京都本線・ 宝塚本線・ 神戸本線（大阪梅田駅: HK-01） 大阪市高速電気軌道： 御堂筋線（梅田駅: M16）・ 谷町線（東梅田駅: T20）・ 四つ橋線（西梅田駅: Y11） 西日本旅客鉄道： 東海道本線（JR京都線・JR神戸線）・ JR宝塚線・ おおさか東線・ 大阪環状線（大阪駅: JR-A47・JR-G47・JR-F01・JR-O11）・ JR東西線（北新地駅: JR-H44） | 大阪府大阪市 | 大阪府大阪市 | 北区 |
| HS 02           | 福島駅                  | 1.1             | 1.1             | ● | ｜ | 阪神なんば線経由近鉄線直通 | 阪神なんば線経由近鉄線直通 | ↑ | ｜ | ｜ | 西日本旅客鉄道： 大阪環状線（福島駅: JR-O12）・ JR東西線（新福島駅: JR-H45） | 大阪府大阪市 | 大阪府大阪市 | 福島区 |
| HS 03           | 野田駅#                 | 1.2             | 2.3             | ● | ● | 阪神なんば線経由近鉄線直通 | 阪神なんば線経由近鉄線直通 | ● | ｜ | ｜ | 大阪市高速電気軌道： 千日前線（野田阪神駅: S11） 西日本旅客鉄道： JR東西線（海老江駅: JR-H46） | 大阪府大阪市 | 大阪府大阪市 | 福島区 |
| HS 04           | 淀川駅                  | 1.0             | 3.3             | ｜ | ｜ | 阪神なんば線経由近鉄線直通 | 阪神なんば線経由近鉄線直通 | ↑ | ｜ | ｜ | | 大阪府大阪市 | 大阪府大阪市 | 福島区 |
| HS 05           | 姫島駅                  | 1.1             | 4.4             | ｜ | △ | 阪神なんば線経由近鉄線直通 | 阪神なんば線経由近鉄線直通 | ↑ | ｜ | ｜ | 急行はなにわ淀川花火大会開催日に上下線一部列車が臨時停車 | 大阪府大阪市 | 大阪府大阪市 | 西淀川区 |
| HS 06           | 千船駅#                 | 1.5             | 5.9             | ● | ｜ | 阪神なんば線経由近鉄線直通 | 阪神なんば線経由近鉄線直通 | ↑ | ｜ | ｜ | | 大阪府大阪市 | 大阪府大阪市 | 西淀川区 |
| HS 07           | 杭瀬駅                  | 0.9             | 6.8             | ｜ | ｜ | 阪神なんば線経由近鉄線直通 | 阪神なんば線経由近鉄線直通 | ↑ | ｜ | ｜ | | 兵庫県 尼崎市 | 兵庫県 尼崎市 | 兵庫県 尼崎市 |
| 近鉄線 直通区間 | 近鉄線 直通区間         | 近鉄線 直通区間 | 近鉄線 直通区間 | ○快速急行が近鉄奈良線近鉄奈良駅まで直通運転。 ※阪神なんば線および近鉄線直通列車のうち、準急・区間準急・普通には本線直通列車はない（停車駅は阪神なんば線参照）。 | ○快速急行が近鉄奈良線近鉄奈良駅まで直通運転。 ※阪神なんば線および近鉄線直通列車のうち、準急・区間準急・普通には本線直通列車はない（停車駅は阪神なんば線参照）。 | ○快速急行が近鉄奈良線近鉄奈良駅まで直通運転。 ※阪神なんば線および近鉄線直通列車のうち、準急・区間準急・普通には本線直通列車はない（停車駅は阪神なんば線参照）。 | ○快速急行が近鉄奈良線近鉄奈良駅まで直通運転。 ※阪神なんば線および近鉄線直通列車のうち、準急・区間準急・普通には本線直通列車はない（停車駅は阪神なんば線参照）。 | ○快速急行が近鉄奈良線近鉄奈良駅まで直通運転。 ※阪神なんば線および近鉄線直通列車のうち、準急・区間準急・普通には本線直通列車はない（停車駅は阪神なんば線参照）。 | ○快速急行が近鉄奈良線近鉄奈良駅まで直通運転。 ※阪神なんば線および近鉄線直通列車のうち、準急・区間準急・普通には本線直通列車はない（停車駅は阪神なんば線参照）。 | ○快速急行が近鉄奈良線近鉄奈良駅まで直通運転。 ※阪神なんば線および近鉄線直通列車のうち、準急・区間準急・普通には本線直通列車はない（停車駅は阪神なんば線参照）。 | ○快速急行が近鉄奈良線近鉄奈良駅まで直通運転。 ※阪神なんば線および近鉄線直通列車のうち、準急・区間準急・普通には本線直通列車はない（停車駅は阪神なんば線参照）。 | ○快速急行が近鉄奈良線近鉄奈良駅まで直通運転。 ※阪神なんば線および近鉄線直通列車のうち、準急・区間準急・普通には本線直通列車はない（停車駅は阪神なんば線参照）。 | ○快速急行が近鉄奈良線近鉄奈良駅まで直通運転。 ※阪神なんば線および近鉄線直通列車のうち、準急・区間準急・普通には本線直通列車はない（停車駅は阪神なんば線参照）。 | ○快速急行が近鉄奈良線近鉄奈良駅まで直通運転。 ※阪神なんば線および近鉄線直通列車のうち、準急・区間準急・普通には本線直通列車はない（停車駅は阪神なんば線参照）。 |
| HS 08           | 大物駅                  | 1.2             | 8.0             | ｜ | ｜ | ｜ | ｜ | ↑ | ｜ | ｜ | 阪神電気鉄道： 阪神なんば線（一部直通運転:上記参照） | 兵庫県 | 尼崎市 | 尼崎市 |
| HS 09           | 尼崎駅#                 | 0.9             | 8.9             | ● | ● | ● | ● | ● | ● | ● | 阪神電気鉄道： 阪神なんば線 | 兵庫県 | 尼崎市 | 尼崎市 |
| HS 10           | 出屋敷駅                | 1.2             | 10.1            | ｜ | ｜ | ｜ | ｜ | ↑ | ｜ | ｜ | | 兵庫県 | 尼崎市 | 尼崎市 |
| HS 11           | 尼崎センタープール前駅# | 0.7             | 10.8            | ｜ | ｜ | ｜ | ｜ | ↑ | ｜ | ｜ | | 兵庫県 | 尼崎市 | 尼崎市 |
| HS 12           | 武庫川駅                | 1.2             | 12.0            | ● | ● | ● | ｜ | ↑ | ｜ | ｜ | 阪神電気鉄道： 武庫川線 快速急行は平日の日中以降と土休日停車 | 兵庫県 | 尼崎市 | 尼崎市 |
|                 | 武庫川信号場            | -               | -               | ｜ | ｜ | ｜ | ｜ | ↑ | ｜ | ｜ | 武庫川線との連絡線が上り線から分岐、上下線間に渡り線はない | 兵庫県 | 西宮市 | 西宮市 |
| HS 13           | 鳴尾・武庫川女子大前駅  | 1.2             | 13.2            | ● | ｜ | ｜ | ｜ | ↑ | ｜ | ｜ | | 兵庫県 | 西宮市 | 西宮市 |
| HS 14           | 甲子園駅#               | 0.9             | 14.1            | ● | ● | ● | ● | ● | ● | ▲ | 直通特急は平日朝ラッシュ時の上りの一部を除いて停車 | 兵庫県 | 西宮市 | 西宮市 |
| HS 15           | 久寿川駅                | 0.7             | 14.8            | ↑ | ｜ | ｜ | ｜ | ↑ | ｜ | ｜ | | 兵庫県 | 西宮市 | 西宮市 |
| HS 16           | 今津駅                  | 0.6             | 15.4            | ● | ● | ● | ｜ | ● | ｜ | ｜ | 阪急電鉄： 今津線 (HK-21) 快速急行は平日の日中以降と土休日停車 | 兵庫県 | 西宮市 | 西宮市 |
| HS 17           | 西宮駅#                 | 1.3             | 16.7            | ● | ● | ● | ● | ↑ | ● | ● | | 兵庫県 | 西宮市 | 西宮市 |
| HS 18           | 香櫨園駅                | 1.1             | 17.8            | ↑ | ↓ | ｜ | ｜ | ● | ｜ | ｜ | | 兵庫県 | 西宮市 | 西宮市 |
|                 | 堀切信号場              | -               | -               | ↑ | ↓ | ｜ | ｜ | ↑ | ｜ | ｜ | 保線基地の出入線が下り線から分岐、上下線の渡り線もある | 兵庫県 | 西宮市 | 西宮市 |
| HS 19           | 打出駅                  | 1.2             | 19.0            | ↑ | ↓ | ｜ | ｜ | ● | ｜ | ｜ | | 兵庫県 | 芦屋市 | 芦屋市 |
| HS 20           | 芦屋駅                  | 1.2             | 20.2            | ● | ● | ｜ | ● | ● | ● | ● | 快速急行は平日朝ラッシュ時停車 | 兵庫県 | 芦屋市 | 芦屋市 |
| HS 21           | 深江駅                  | 1.3             | 21.5            | ↑ | ↓ | ｜ | ｜ | ● | ｜ | ｜ | | 兵庫県 | 神戸市 | 東灘区 |
| HS 22           | 青木駅#                 | 1.1             | 22.6            | ● | ↓ | ｜ | ｜ | ● | ｜ | ｜ | | 兵庫県 | 神戸市 | 東灘区 |
| HS 23           | 魚崎駅                  | 1.2             | 23.8            | | ● | ● | ● | ● | ● | ● | 神戸新交通： R 六甲アイランド線 (R02) | 兵庫県 | 神戸市 | 東灘区 |
| HS 24           | 住吉駅                  | 0.8             | 24.6            | | ↓ | ｜ | ｜ | ↑ | ｜ | ｜ | | 兵庫県 | 神戸市 | 東灘区 |
| HS 25           | 御影駅#                 | 0.5             | 25.1            | | ● | ｜ | ｜ | ● | ● | ● | | 兵庫県 | 神戸市 | 東灘区 |
| HS 26           | 石屋川駅                | 0.6             | 25.7            | | | ｜ | ｜ | | ｜ | ｜ | | 兵庫県 | 神戸市 | 東灘区 |
| HS 27           | 新在家駅                | 0.9             | 26.6            | | | ｜ | ｜ | | ｜ | ｜ | | 兵庫県 | 神戸市 | 灘区 |
| HS 28           | 大石駅#                 | 1.0             | 27.6            | | | ｜ | ｜ | | ｜ | ｜ | | 兵庫県 | 神戸市 | 灘区 |
| HS 29           | 西灘駅                  | 0.6             | 28.2            | | | ｜ | ｜ | | ｜ | ｜ | | 兵庫県 | 神戸市 | 灘区 |
| HS 30           | 岩屋駅                  | 0.6             | 28.8            | | | ｜ | ｜ | | ｜ | ｜ | | 兵庫県 | 神戸市 | 灘区 |
| HS 31           | 春日野道駅              | 1.1             | 29.9            | | | ｜ | ｜ | | ｜ | ｜ | | 兵庫県 | 神戸市 | 中央区 |
| HS 32           | 神戸三宮駅              | 1.3             | 31.2            | | | ● | ● | | ● | ● | 阪急電鉄： 神戸本線・ 神戸高速線 (神戸三宮駅:HK-16) 神戸新交通： P ポートアイランド線（三宮駅:P01） 神戸市営地下鉄： 西神・山手線 (三宮駅:S03)、 海岸線（三宮・花時計前駅:K01） 西日本旅客鉄道： 東海道本線（JR神戸線）（三ノ宮駅:JR-A61）                                                                                          | 兵庫県 | 神戸市 | 中央区 |
| HS 33           | 元町駅                  | 0.9             | 32.1            | | | | | | ● | ● | 阪神電気鉄道： 神戸高速線（直通運転） 西日本旅客鉄道： 東海道本線（JR神戸線）(JR-A62) 神戸市営地下鉄： 海岸線（旧居留地・大丸前駅:K02） | 兵庫県 | 神戸市 | 中央区 |
| 直通運転区間    | 直通運転区間            | 直通運転区間    | 直通運転区間    | ○普通…神戸高速線新開地駅まで ○特急…山陽電鉄本線須磨浦公園駅まで ○直通特急…山陽電鉄本線山陽姫路駅まで                                                            | ○普通…神戸高速線新開地駅まで ○特急…山陽電鉄本線須磨浦公園駅まで ○直通特急…山陽電鉄本線山陽姫路駅まで                                                            | ○普通…神戸高速線新開地駅まで ○特急…山陽電鉄本線須磨浦公園駅まで ○直通特急…山陽電鉄本線山陽姫路駅まで                                                            | ○普通…神戸高速線新開地駅まで ○特急…山陽電鉄本線須磨浦公園駅まで ○直通特急…山陽電鉄本線山陽姫路駅まで                                                            | ○普通…神戸高速線新開地駅まで ○特急…山陽電鉄本線須磨浦公園駅まで ○直通特急…山陽電鉄本線山陽姫路駅まで                                                            | ○普通…神戸高速線新開地駅まで ○特急…山陽電鉄本線須磨浦公園駅まで ○直通特急…山陽電鉄本線山陽姫路駅まで                                                            | ○普通…神戸高速線新開地駅まで ○特急…山陽電鉄本線須磨浦公園駅まで ○直通特急…山陽電鉄本線山陽姫路駅まで                                                            | ○普通…神戸高速線新開地駅まで ○特急…山陽電鉄本線須磨浦公園駅まで ○直通特急…山陽電鉄本線山陽姫路駅まで | ○普通…神戸高速線新開地駅まで ○特急…山陽電鉄本線須磨浦公園駅まで ○直通特急…山陽電鉄本線山陽姫路駅まで                                                            | ○普通…神戸高速線新開地駅まで ○特急…山陽電鉄本線須磨浦公園駅まで ○直通特急…山陽電鉄本線山陽姫路駅まで                                                            | ○普通…神戸高速線新開地駅まで ○特急…山陽電鉄本線須磨浦公園駅まで ○直通特急…山陽電鉄本線山陽姫路駅まで                                                            |

1. ↑  平日日中以降と土休日全時間帯
2. ↑  運転系統としての「京都本線」。同線の正式な起点は「十三駅」。
3. ↑  大阪難波行きは大阪難波駅で急行、準急、普通のいずれかに変更し、近鉄奈良線まで直通運転。
4. ↑  ただし、平日朝の普通尼崎行きの一部に、尼崎駅から快速急行神戸三宮行きに変更し本線に直通する列車がある。

- 神戸高速線・山陽電鉄本線内の停車駅は直通特急については「直通特急 (阪神・山陽)」を参照。直通特急以外は両線内とも各駅に停車。

### 廃駅・廃止信号所
- 出入橋駅（梅田駅 - 福島駅間）：1948年10月26日廃止
- 大和田駅（姫島駅 - 杭瀬駅間）：1921年1月5日に佃と統合して千船駅となる
- 佃駅（姫島駅 - 杭瀬駅間）：1912年1月5日に大和田と統合して千船駅となる
- 千船信号場（千船駅 - 杭瀬駅間） ：1977年ごろ廃止
- 蓬川駅（出屋敷駅 - 尼崎センタープール前駅（当時未開業）間）：1905年5月23日廃止
- 西宮東口駅（今津駅 - 西宮駅間）：2001年3月3日に西宮駅へ統合廃止
- 戎駅（西宮駅 - 香櫨園駅（当時未開業）間）：1901年2月20日廃止
- 新在家駅（旧駅、新在家（当時は東明）駅 - 大石駅間）：1929年7月27日廃止
- 脇浜駅（岩屋駅 - 春日野道駅間）：1933年6月17日廃止
- 新生田川駅（春日野道駅 - 三宮駅間）：1933年6月17日廃止
- 旭通駅（春日野道駅 - 三宮駅間）：1905年7月10日廃止
- 三ノ宮駅（旧駅）：1933年6月17日廃止
- 滝道駅（通称：神戸駅、神戸側ターミナル）：1933年6月17日廃止

### 過去の接続路線
- 梅田駅：阪急北野線・大阪市電（阪神前）
- 出入橋駅（廃駅）：大阪市電
- 野田駅：阪神北大阪線・阪神国道線・大阪市電（野田阪神電車前）
- 杭瀬駅：阪神国道線北杭瀬への連絡線（旅客営業なし）
- 出屋敷駅：阪神尼崎海岸線
- 甲子園駅：阪神甲子園線
- 西灘駅：阪神国道線
- 滝道駅（廃止）：神戸市電
- 三宮駅：神戸市電（三宮阪神前）